# Hakim Ziyech
Hakim Ziyech (en amazighe standard marocain : ⵃⴰⴽⵉⵎ ⵣⵉⵢⴰⵛ, Ḥakim Ziyac ; en arabe : حَكِيم زِيَاش, Ḥakīm Ziyāš) né le 19 mars 1993 à Dronten (Pays-Bas), est un footballeur international marocain qui évolue au poste d'ailier droit ou de milieu offensif.
Ziyech est connu pour être un joueur technique doté d'une excellente vista et d'une très belle qualité de passe. Joueur clé en club ainsi qu'en sélection, il est considéré comme l'un des meilleurs joueurs marocains ainsi que l'un des meilleurs joueurs du championnat néerlandais, remportant le Mars d'Or du meilleur joueur marocain en 2016 et le Soulier d'or du meilleur joueur du championnat des Pays-Bas en 2018, lui permettant de signer un contrat à Chelsea en Premier League.
Formé au SC Heerenveen, le joueur passe par le FC Twente pendant deux saisons avant de rejoindre l'Ajax Amsterdam où il se révèle et se voit même être l'un des joueurs les plus populaires des Pays-Bas. Faisant partie du Club des Cent, il est le seul joueur de l'histoire du championnat néerlandais à avoir fini la saison comme meilleur passeur du championnat cinq fois d'affilée. Il est également le meilleur passeur décisif de l'histoire du championnat néerlandais.
Il possède également la nationalité néerlandaise. Après avoir honoré trois sélections en équipe des Pays-Bas espoirs entre 2013 et 2014, il finit par opter pour la sélection du Maroc grâce au sélectionneur Badou Zaki, où il devient un joueur cadre, prenant part à la Coupe du monde 2018, la Coupe d'Afrique 2019, la Coupe du monde 2022 et la Coupe d'Afrique 2023.

## Biographie

### Carrière en club

#### Naissance et jeunesse (1993-2007)

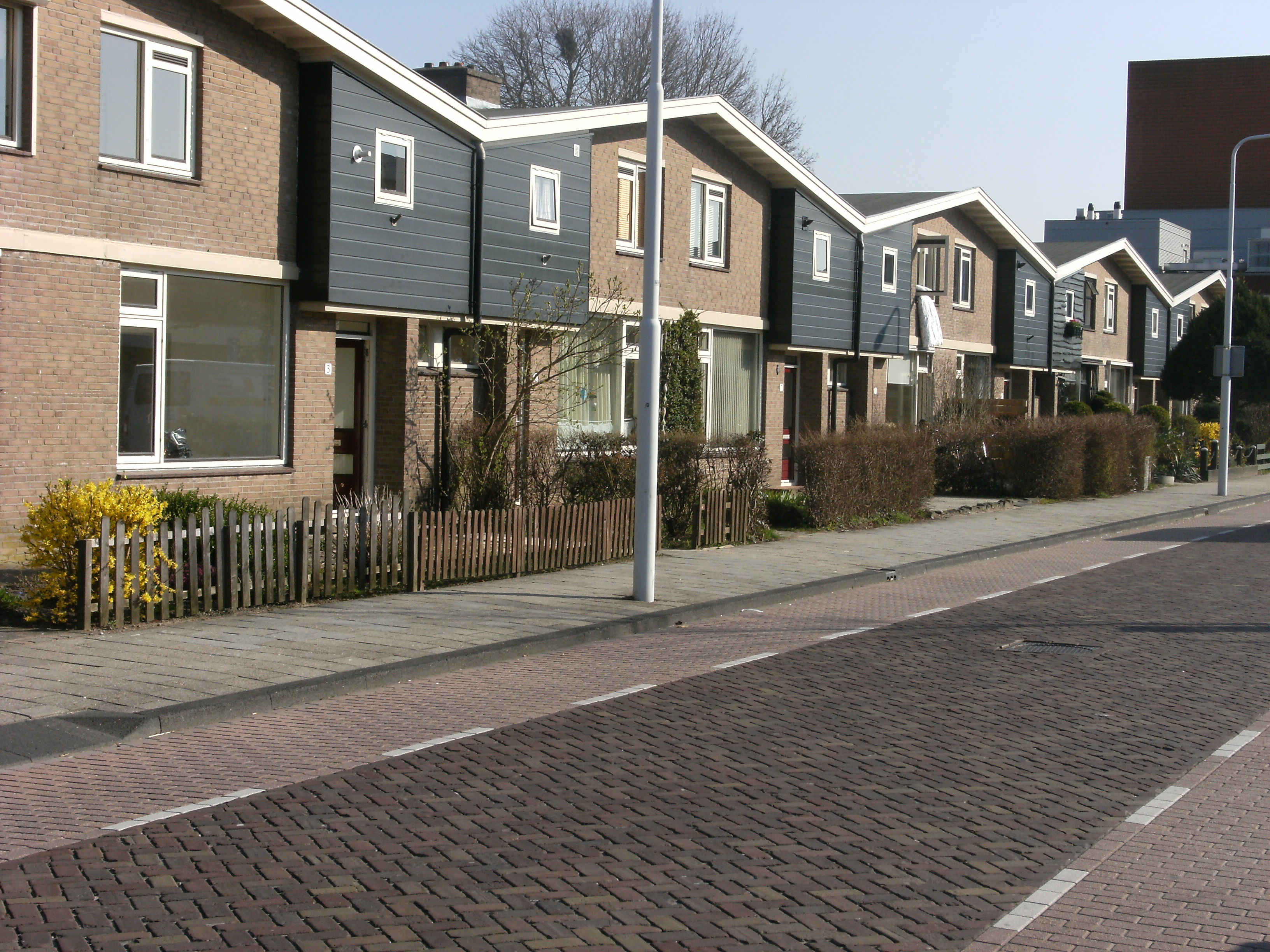
Dronten, ville natale de Hakim Ziyech.

Abdelhakim Ziyach,,, natif de Dronten (province de Flevoland), surnommé « De Tovenaar » littéralement « le magicien » est le plus jeune d'une famille de neuf enfants (cinq garçons et quatre filles), de parents immigrés marocains originaires du Tafoughalt, un village berbère de la confédération tribale guerrière des Aït Iznassen situé près de Berkane au nord-est du Maroc. C'est dans les quartiers sud de Dronten que Hakim grandit,. Ses deux plus grands frères Faouzi et Hicham sont nés à Berkane. Comme beaucoup de Marocains entre les années 1960 et 1990, un nombre important de personnes issues du nord du Maroc émigrent en Belgique et aux Pays-Bas à la recherche d'un travail et d'une meilleure condition de vie,. Cela a également été le cas pour le père de Hakim Ziyech qui quitte le Maroc en 1967 avec ses deux fils Faouzi et Hicham pour les Pays-Bas où il travaillera dans une fabrique de métal. La mère, rejoint son mari aux Pays-Bas à l'âge de dix-huit ans et reste au foyer et s'occupe des enfants à Dronten,,. Hakim possède deux nationalités : néerlandaise et marocaine,. Avec ses frères et ses amis du quartier, il passe des heures sur l'esplanade en face de chez lui dans la Cruyff Court à jouer au football,. Faisant alors ses premiers gestes techniques, le football devient rapidement une passion. Lors de son enfance, Hakim Ziyech regarde régulièrement les stars du football Ajacide à télévision telles que Wesley Sneijder, Zlatan Ibrahimović ou encore Rafael van der Vaart,. « Il y avait quelques joueurs que j'adorais regarder, comme Ronaldinho et Zinédine Zidane... des joueurs de ce calibre. Je les observais beaucoup lorsque j'étais petit. Je me rappelle que quand j'avais dix ans, je regardais leurs vidéos sur YouTube chaque jour. », raconte le Drontois dans une interview avec l'UEFA.
Deux de ses frères évoluent dans les années 1990, dans l'académie du PEC Zwolle et du SC Heerenveen. Quant à Hakim, âgé de sept ans, il demande à son père de l'inscrire dans un club de football afin de pratiquer son sport favori. En 2001, il fait ses premières touches de balle dans le club de sa ville, le Reaal Dronten. Au Reaal Dronten, il rencontre Aziz Doufikar à la tête du club, le premier marocain à évoluer dans le championnat néerlandais, qui selon Hakim Ziyech aurait été sa grande source de motivation pour se lancer dans une carrière footballistique. Dans son quartier, il va souvent à la maison de jeunes pour retrouver ses amis et Aziz Doufikar, à côté du poste d'entraîneur, également éducateur à De Meerpaal, une maison de jeunes à Dronten. « On jouait toujours au foot. J'allais chaque jour une demi-heure plus tôt à l'école avec la balle en main. Durant la pause à l'école, je jouais au foot. Une fois à la maison, je buvais, je mangeais et je sortais de nouveau dehors pour aller jouer au foot. J'étais le seul jeune qui avait le droit de jouer avec les grands du quartier. C'était la belle époque. Lors ce que je mettais un petit pont à un grand, le quartier entier se mettait à crier. Dans ma vie, j'ai heureusement fait les bons choix. J'ai dû faire un tri dans beaucoup de mes amis qui partaient vers la dérive. En fin de compte, ma réelle formation s'est faite au quartier » déclare Hakim Ziyech à propos de cette époque. Peu intéressé par l'école, Hakim Ziyech ne s'adonne qu'au foot et à la rue. Le 23 décembre 2003, âgé seulement de dix ans, il subit un grand choc émotionnel, il assiste au décès de son père, avec qui il entretenait une grande relation attachante. Mohamed Ziyech souffrait d'une maladie neuromusculaire depuis plusieurs mois. Cet événement le conduit vers une jeunesse délinquante,. Il grandit ainsi avec une mère, qui est contrainte d'éduquer ses huit enfants à l'aide des allocations familiales et du chômage afin de subvenir aux besoins des huit enfants. Hakim voit deux de ses frères rentrer en prison pour cambriolage avec séquestration. Ils sont par conséquent limogés de leur clubs respectifs et décident également de mettre un terme au football. L'un des deux frères, Faouzi Ziyech déclare : « Notre dernier espoir dans la famille était Hakim. Heureusement qu'il a vite pu s'en rendre compte ce qui était le mal, à l'image de ses grands frères qui ont dérapé. ». Quant à Hakim Ziyech, il démotive à l'âge de douze ans et décide de mettre un terme au football.

« On avait pas grand chose, pas de luxe, il n'y avait pas d'argent et quand tu es jeune, tu veux toujours avoir la même chose que les autres. On a fait beaucoup de choses négatives et on a payé pour tout ce qu'on a fait. J'ai été incarcéré pour plusieurs cambriolages. Le football et la criminalité nous dominaient constamment,. »

— Hicham Ziyech, le plus grand frère de Hakim.

#### Formation chaotique (2007-2012)
Aziz Doufikar fait de nouveau entrer Hakim Ziyech dans les clubs amateurs du Reaal Dronten (nl) et l'ASV Dronten. Son grand frère Faouzi le motive également à continuer le football et à ne pas se décourager. À l'âge de quatorze ans, depuis le décès de son père, il retourne pour la première fois au Maroc avec sa mère pour aller voir la tombe de son père,. À son retour aux Pays-Bas, il est invité pour passer des tests dans les académies du SC Heerenveen et de l'Ajax Amsterdam. Après avoir satisfait les scouts du SC Heerenveen, il quitte son domicile pour être placé dans une famille d'accueil dans la ville de Heerenveen où il intègre l'académie du SC Heerenveen,. L'Ajax trouvait que Hakim Ziyech était très léger pour évoluer chez les jeunes de son académie. Une fois installé à Heerenveen, le jeune joueur mélange sport et délinquance, plonge dans la cocaïne, l'alcool et arrête l'école à l'âge de seize ans,. Malgré une bonne relation avec sa famille d'accueil qui est d'origine arménienne, « Il rentre régulièrement très tard à la maison, parfois saoul » raconte Aziz Doufikar,. Étant footballeur de l'académie depuis deux ans avec Robin Veldman à la tête des clubs de l'académie, il participe très rarement aux matchs, passant ses soirées jusqu'à cinq heures du matin au quartier à boire de l'alcool et à consommer de la drogue dure,.

« Il buvait, fumait et se droguait beaucoup, la seule chance que j'avais avec lui c'était de le faire jouer dans des petites salles de mini-foot. Heureusement, il a très vite pris conscience que son avenir, c'était le football, »

— Aziz Doufikar, le premier marocain à évoluer en Eredivisie, est la première personne qui voit en Ziyech un grand avenir dans le football.

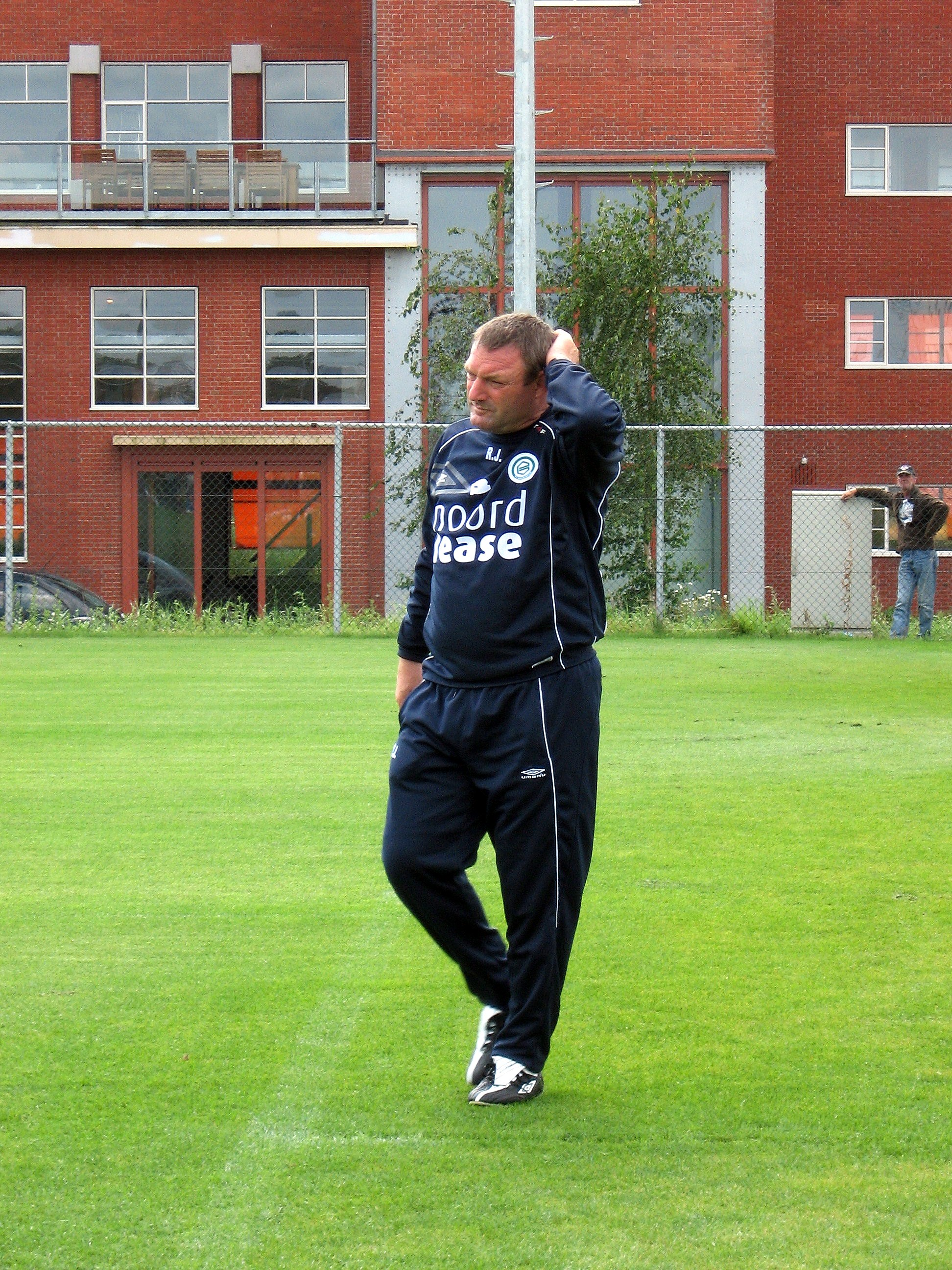
Ron Jans refuse de promouvoir Hakim Ziyech en équipe A pour son caractère indiscipliné.

Hakim Ziyech voit Doufikar comme son deuxième père, passant ses après-midis dans une petite salle de mini-foot à faire des deux contre deux avec ses amis du quartier dans sa ville natale de Dronten. Hakim participe à l'âge de seize ans à un tournoi de football dans la ville de Tiel avec le club du Jong SC Heerenveen/Emmen. Lors de ce tournoi, il fait la connaissance de Mustapha Nakhli, son agent actuel. Il déclare dans une interview en 2016 : « Quand j'avais seize ans, j'étais un des meilleurs joueurs de l'équipe mais j'étais le seul et unique joueur qui recevait aucun contrat. Je me suis souvent posé la question "je suis un gars difficile, rajoutons-y que je suis un Mocro." Je me sentais obligé de redoubler d'effort ». Malgré la prise de conscience qu'avait pris Hakim lors des années 2008-2009, le joueur continue à sombrer dans l'alcool et la drogue et commence à vendre de la drogue dure afin de subvenir aux besoins familiaux. Son ex-entraîneur Aziz Doufikar continue à faire jouer Hakim dans des petites salles et l'encourage à jouer au football pour écarter le jeune joueur du mauvais chemin et des mauvaises habitudes,. Hakim Ziyech fut pisté par l'équipe A du SC Heerenveen depuis ses débuts dans l'académie. En 2010, alors que Hakim Ziyech est âgé de dix-sept ans, il est remarqué par son talent et est rapproché en équipe A afin de signer son premier contrat professionnel et faire ses débuts en Eredivisie sous coaching de Ron Jans mais le comportement du jeune néerlando-marocain en dehors du sport et des terrains fait qu'il est écarté de l'équipe A tant qu'il ne soit pas disciplinairement valable, car Hakim Ziyech accumule les délits et les problèmes avec la justice. Il se retrouve pour plus de cinq faits devant la juge correctionnelle pour outrage à agent, incendie volontaire, violences volontaires, menace avec arme blanche, détention illicite de stupéfiants ainsi qu'association de malfaiteurs. Âgé de dix-huit ans avec un passé plutôt négatif, Mustapha Nakhli prend le joueur en main et décide de louer un appartement qu'il partage avec Hakim Ziyech dans le quartier de Zuidas à Amsterdam-Zuid. Hakim Ziyech quitte la famille d'accueil à Heerenveen pour résider trois ans à Amsterdam avec son agent.

#### Débuts professionnels au SC Heerenveen (2012-2014)
À l'âge de quatorze ans, Hakim Ziyech quitte son domicile pour aller jouer chez les jeunes du SC Heerenveen. Ayant un caractère fort, agressif et totalement irrespectueux envers ses coéquipiers et staffs, il est écarté des contrats footballistiques pendant de longs mois. Il finira quand même par s'engager avec l'équipe A du SC Heerenveen en signant en mai 2012, un contrat de deux ans au sein du club néerlandais. Depuis sa signature, il prend souvent part aux entraînements sans pour autant faire d'entrée en jeu. Le 10 juillet 2012, il entre pour la première fois en jeu lors d'un match amical face au club amateur du Be Quick Dokkum. Le joueur, titularisé aux côtés de Oussama Tannane et Rajiv van La Parra, impressionne le public en inscrivant son premier but sur un coup franc. Après avoir fait bonne impression à l'entraîneur mais également aux staffs du club, Marco van Basten promet à Hakim Ziyech un voyage en Roumanie pour faire partie du groupe avec l'équipe A du SC Heerenveen en Ligue Europa.

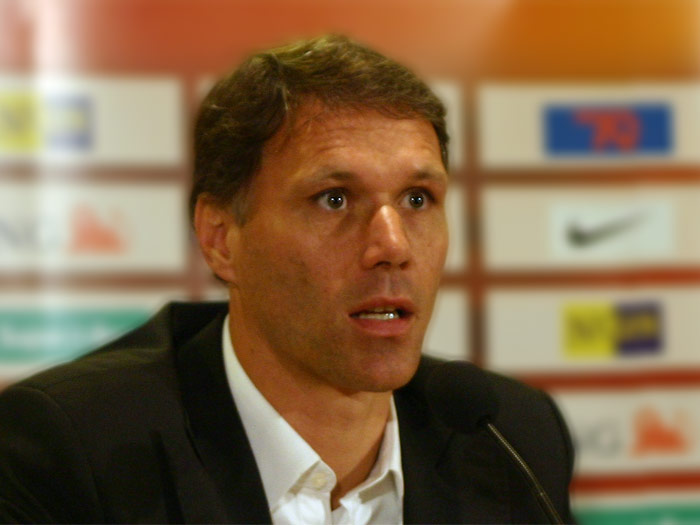
Marco van Basten (ici en 2012) le lance en Ligue Europa.

Le 2 août 2012, âgé alors de 19 ans, à l'occasion du match aller de Ligue Europa contre le Rapid Bucarest, le joueur est mis sur le banc pendant 90 minutes. Le 9 août 2012, lors du match retour qui se déroule en Roumanie, Marco van Basten fait confiance à Hakim Ziyech et décide de le titulariser avec le numéro 33 en tant que milieu offensif des Superfriezen. Malgré une défaite de 0-1, le joueur satisfait l'entraîneur Marco van Basten, lui prouvant qu'il possède les qualités requises pour évoluer au plus haut niveau. À la 46e minute, il cède sa place à l'international marocain Oussama Assaidi,. Dans l'après-match, le joueur déclare : « C'est vraiment un match magnifique où je pouvais montrer au public ce que je savais faire. Je n'étais pas du tout nerveux. C'était plutôt agréable, je suis très fier ». Le 12 août 2012, Hakim Ziyech commence sa carrière en tant qu'attaquant pointe en Eredivisie contre le NEC Nimègue, il est remplacé à la mi-temps et sera rétrogradé quelques jours plus tard chez les Jong Heerenveen, sans raison valable. Trois ans plus tard, en janvier 2016, le joueur déclare à propos de ce match : « Il ne m'a rien donné comme explication. Cet homme a du mal avec la communication. ». Le joueur passe la majorité de son temps libre à s'entraîner avec Rajiv van La Parra à marquer les plus beaux buts dans le Stade Abe Lenstra. Son passe temps avec son coéquipier lui ont valu une amélioration de ses performances durant la suite de la saison. Dans la suite de la saison 2012-13, Hakim Ziyech entre seulement deux fois en jeu en Eredivisie.
En début de saison 2013-14, Hakim Ziyech fait son retour dans l'équipe A du SC Heerenveen et se voit plus souvent titularisé, toujours sous le même entraîneur. Le talent du joueur se révèle aux Pays-Bas et attire l'intérêt de Albert Stuivenberg, principal sélectionneur des Pays-Bas espoirs. Entre octobre et décembre 2013, il débute souvent sur le banc selon les choix de l'entraîneur. Il fait son retour en mi-décembre 2013 dans un match de championnat face au PEC Zwolle. Durant la saison, Hakim Ziyech marque en total onze buts et délivre neuf passes décisives en 36 matchs. Il termine la saison en remportant le prix du meilleur joueur du SC Heerenveen. Après une deuxième saison professionnel plutôt réussie, l'AS Rome se présente pour enrôler le jeune néerlando-marocain en proposant deux millions d'euros mais celui-ci fait le choix de continuer sa carrière en Eredivisie.

#### Passage au FC Twente (2014-2016)
Après une aventure au SC Heerenveen jugée négative par le joueur à cause d'une saison 2012-2013 gâchée par l'entraîneur, deux clubs néerlandais s'intéressent à Hakim Ziyech, notamment le Feyenoord Rotterdam et le FC Twente. Hakim Ziyech signe finalement un contrat de quatre ans et s'engage avec le FC Twente. Il déclare : « Au Feyenoord, ils voulaient me faire jouer dans n'importe quelle position sauf en 10 ». Notant que Hakim Ziyech est un joueur évoluant principalement en tant que milieu offensif. Au FC Twente, avec Alfred Schreuder à la tête de l'équipe, Hakim Ziyech est attiré par le feeling qu'il entretient avec l'entraîneur du club et considère le coach comme étant de « très sérieux et loyal ». Alfred Schreuder lui offre le numéro 10 et le titularise pour la première fois le 21 août 2014 dans un match de Ligue Europa face au Qarabağ FK (match nul, 0-0). Le 21 septembre 2014, à l'occasion de son quatrième match de championnat face au Heracles Almelo, il marque son premier but sous les couleurs du FC Twente à la 44e minute (victoire, 1-4). Lors de ce match, il fait face à l'adversaire Oussama Tannane, coéquipier lors de sa formation au SC Heerenveen et en sélection marocaine. Il inscrit dans la saison 2014-2015 quatre doublés face à De Graafschap, l'AZ Alkmaar, le Willem II et face à son ancien club, le SC Heerenveen, match dans lequel il est massivement hué par ses anciens supporters dans le Stade Abe Lenstra. Hakim Ziyech termine la saison 2014-2015 comme étant le meilleur passeur du championnat néerlandais ainsi que meilleur joueur du club.

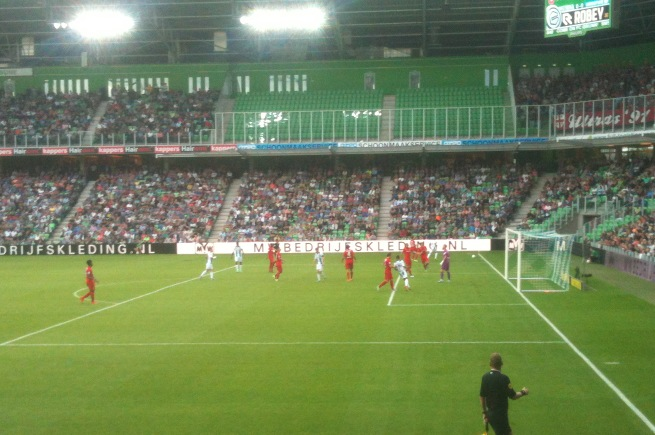
Hakim Ziyech joue son premier match de la saison 2015-2016 face au FC Groningue.

En juin 2015, René Hake (nl) est nommé nouvel entraîneur des Tukkers, ce qui arrange le jeune joueur. « Moi et Hake, on se connaît depuis très longtemps. C'était mon entraîneur assistant lors de ma formation au SC Heerenveen, notamment chez les SC Jong Heerenveen/Emmen. Lors d'un entraînement à Emmen, j'avais entretenu une bonne discussion avec lui. Le feeling était directement positif » déclare Hakim Ziyech lors de sa venue au FC Twente. Le 12 août 2015, il dispute sa première rencontre de la saison face au FC Groningue, match dans lequel il délivre une passe décisive sur le but de l'international péruvien Renato Tapia (match nul, 1-1). Dans les quatre matchs suivants, il marque quatre buts dont un face à l'Ajax Amsterdam dans un match légendaire de la part du joueur qui attire rapidement les yeux des scouts ajacides. Devenant très vite capitaine de l'effectif, le joueur fait énormément parler de lui aux Pays-Bas, notamment avec son choix de sélection en faveur du Maroc ainsi que la présence de plusieurs rumeurs qui proclament un départ imminent de Hakim Ziyech dans un club de haut niveau. Le 4 mai 2016, il est élu meilleur joueur de l'Eredivisie de la saison 2015-2016 par Voetbal International. L'activité du joueur sur sa saison fait enchaîner le nombre de distinctions personnelles en fin de saison 2015-16, notamment avec le prix 11Lions.nl du meilleur joueur marocain de l'Eredivisie, ainsi que le Mars d'Or du meilleur footballeur marocain de l'année. Il se classe également premier parmi les meilleurs passeurs de la saison avec dix passes décisives. Hakim Ziyech termine la saison à la dixième place dans le classement de l'Eredivisie.

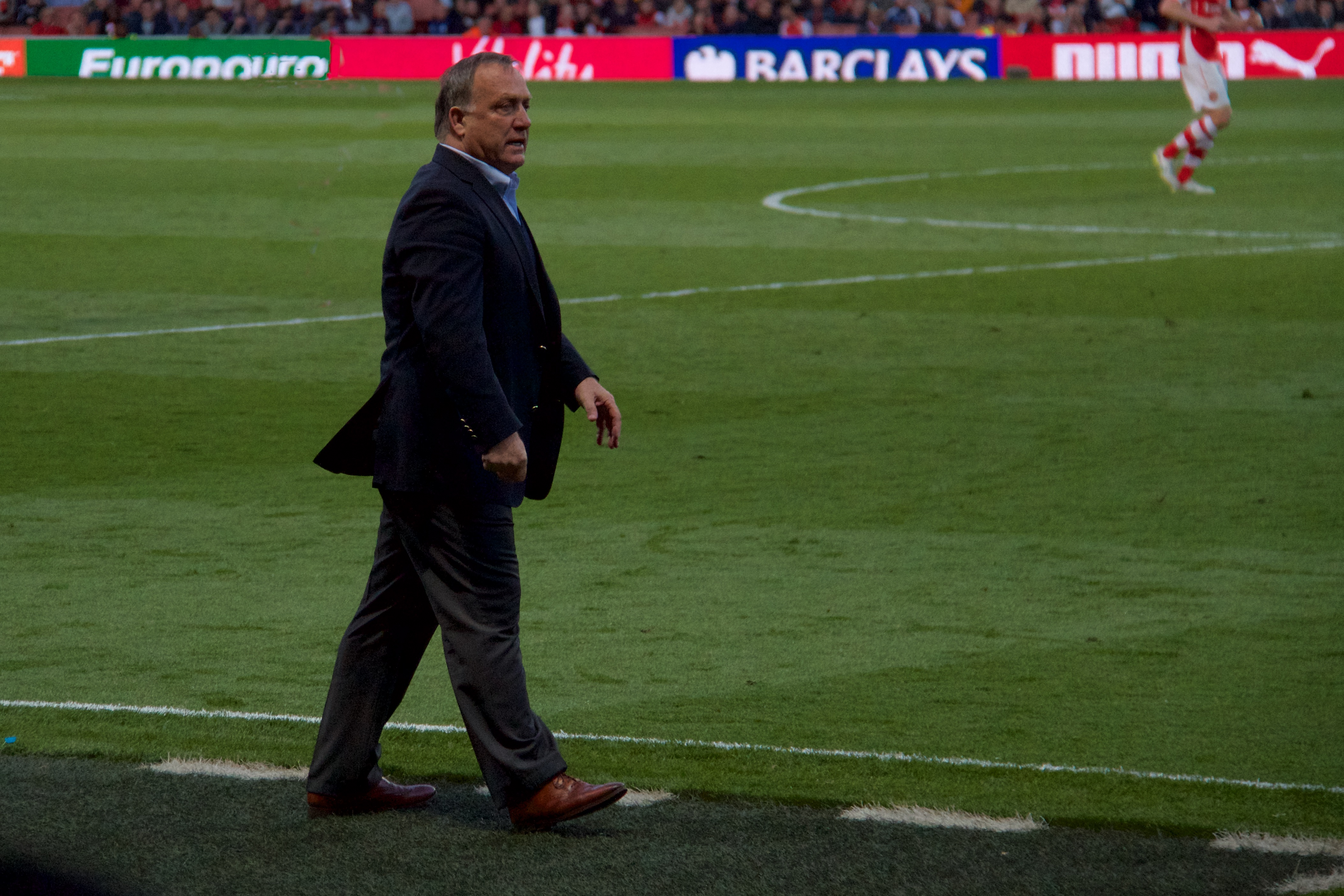
Dick Advocaat trouve un accord personnel avec Hakim Ziyech pour un transfert vers le Fenerbahçe SK.

Il commence la saison 2016-17 avec de nouveau un engouement de rumeurs qui proclament un départ du joueur. Ce dernier fait officiellement savoir son départ en fin août 2016. Il commence la saison avec quatre titularisations en Eredivisie. Parmi les quatre matchs joués, son dernier match sous le maillot rouge a lieu le 27 août 2016 face au Sparta Rotterdam. Il quitte le terrain sous les applaudissements des supporters au courant de son départ imminent sur une victoire de 3-1 dont deux buts marqués. Dans le même mois, Hakim Ziyech est courtisé par le club du RSC Anderlecht, le Sunderland FC et le Newcastle United sans accord de conclusion. Quant au Fenerbahçe SK, avec Dick Advocaat comme entraîneur, le club turc trouve un accord avec le joueur mais l'Ajax Amsterdam propose un salaire beaucoup plus élevé que le club turc. Après un transfert échoué, l'entraîneur néerlandais déclare : « On avait déjà tout conclu. On avait même discuté sur quelle position il allait évoluer au Fenerbahçe SK. », à noter que son compatriote en sélection marocaine Nabil Dirar avait lui, officiellement signé dans le club en question, en provenance de l'AS Monaco. Afin de trouver le successeur idéal de Hakim ZIyech dans le poste de milieu offensif, le FC Twente décide de recruter en décembre 2016, Oussama Assaidi, ex-habitué du championnat néerlandais et ancien coéquipier de Hakim Ziyech lors de ses débuts professionnels avec le SC Heerenveen, en provenance d'Al-Ahli Dubaï.

#### Révélation européenne à l'Ajax Amsterdam (2016-2020)

##### 2016-2017: finaliste en Ligue Europa
Le 30 août 2016, à la fin du mercato, après une longue hésitation de Marc Overmars, Hakim Ziyech signe un contrat de cinq ans avec l'Ajax Amsterdam (jusqu'au 30 juin 2021) sous coach de Peter Bosz. Concernant les raisons pour lesquelles le jeune néerlando-marocain a fait ce choix, il déclare : « J'ai rejoins ce club pour gagner des trophées, et également pour jouer en Ligue des champions de l'UEFA. Voilà les deux raisons pour lesquelles je suis venu ici. ». Il y retrouve les internationaux européens Anwar El-Ghazi et Bertrand Traoré. L'équipe est alors dans une bonne passe en championnat, ayant fini vice-champion des Pays-Bas en fin de saison 2015-2016.

Schéma de jeu de l'Ajax en finale de la Ligue Europa 2016-2017, Hakim Ziyech est dans le milieu.

Le 11 septembre 2016, il est titularisé pour son premier match aux couleurs des ajacides face au Vitesse Arnhem, match dans lequel il délivre une passe décisive. Il délivre sa deuxième et troisième passe décisive ainsi que son premier but le 21 septembre 2016 à la 72e minute en KNV Beker face au Willem II. Dans son cinquième match avec l'Ajax, il délivre trois passes décisives face au PEC Zwolle (victoire, 5-1), et se classe ainsi meilleur passeur de l'Eredivisie. Le joueur se révèle très vite dans le championnat et se voit considéré par le public comme étant la principale pépite du club. Vu comme étant un véritable meneur de jeu, il marque son deuxième but le 2 octobre 2016 face au FC Utrecht à la 87e minute. Avec une saison remarquable, il termine le championnat 2016-2017 comme vice-champion derrière le Feyenoord Rotterdam et est premie dans le classement des meilleurs passeurs du championnat néerlandais pour la troisième fois d'affilée.

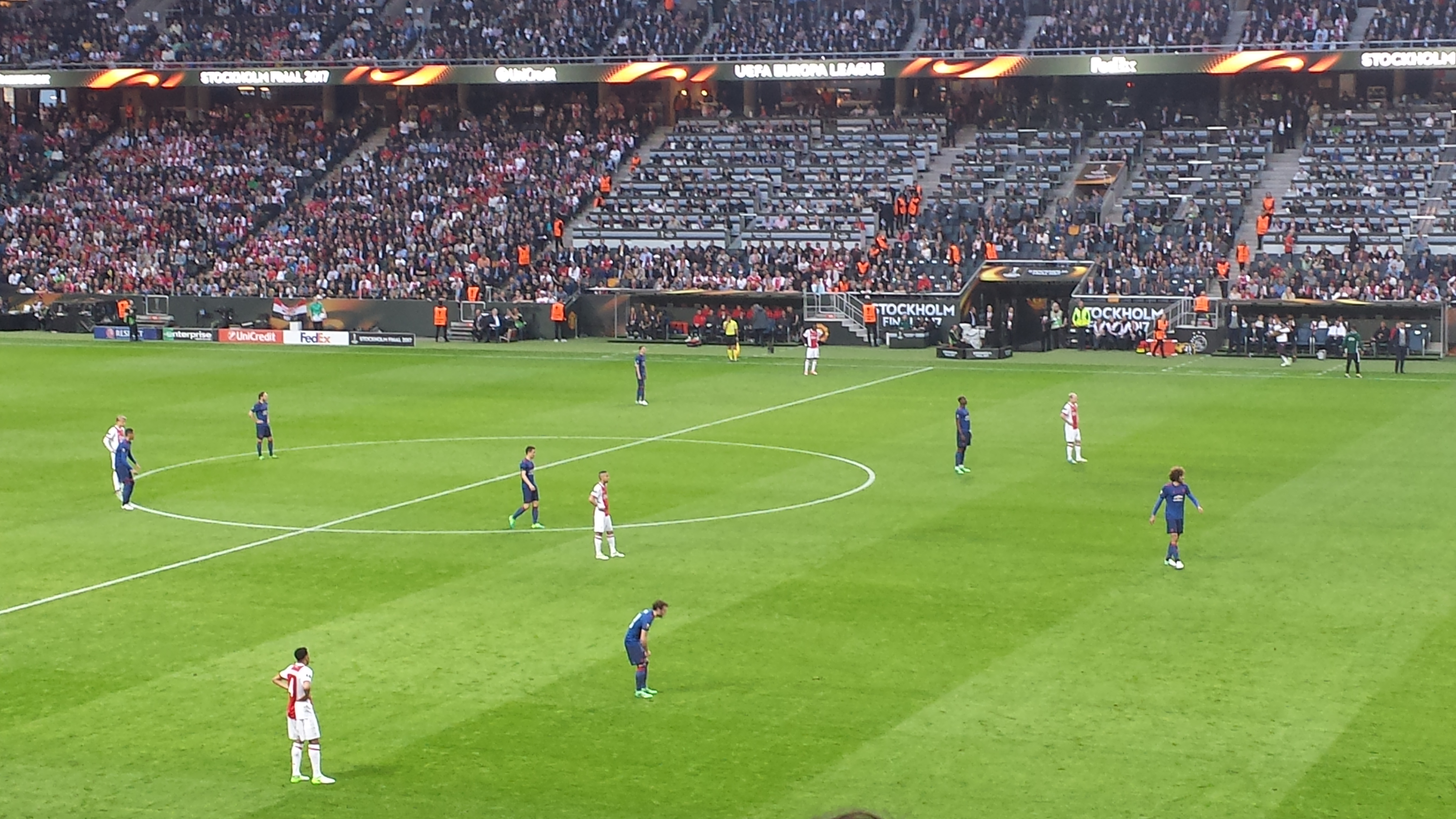
Finale opposant l'Ajax Amsterdam à Manchester United en 2017.

Hakim Ziyech réalise avec ses coéquipiers Ajacides un parcours d'outsiders lors de l'Ligue Europa. Le 15 septembre 2016, lors de son premier match dans la compétition européenne, il prend un carton rouge à la 79e minute face au Panathinaïkos (victoire, 1-2). Lors de son deuxième match, il marque son premier but dans la compétition à la 22e minute face au Celta Vigo (match nul, 2-2). Durant son match contre l'Olympique lyonnais, le 3 mai 2017 pour la demi-finale aller de la Ligue Europa, Hakim Ziyech livre un match remarquable, durant lequel il délivre trois passes décisives, pour une victoire 4-1 de son équipe, qui la qualifiera en finale face à Manchester United. La finale est remportée par les Red Devils sur le score 0-2, des buts qui sont inscrits par Paul Pogba et Henrikh Mkhitaryan. En fin de saison, Hakim Ziyech voit son entraîneur Peter Bosz quitter l'Ajax Amsterdam pour entraîner le Borussia Dortmund.

##### 2017-2018: meilleur joueur de l'Eredivisie
Ayant porté le numéro 22 dans sa première saison avec l'Ajax, le club lui offre le no 10 du club porté par des joueurs qui ont écrit l'histoire du club comme Johan Cruyff, Patrick Kluivert, Jari Litmanen, Dennis Bergkamp, Rafael van der Vaart et Wesley Sneijder. Le joueur vit un début de saison difficile après avoir affronté le Werder Brême en amical en Autriche. Alors que Abdelhak Nouri, pépite du centre de formation, est titularisé aux côtés de Hakim Ziyech, ce dernier s'écroule au sol à la 72e minute et frôle la mort après avoir été victime d'une arythmie cardiaque entraînant de graves lésions cérébrales. Ami proche de Hakim Ziyech, l'international marocain déclare un an plus tard : « Lors des premiers mois, je n'avais plus aucune envie. Ni de parler, ni de m'entraîner, ni de disputer des matchs. Les gens ignorent quel impact cet incident peut avoir à ses amis et ses proches ». En effet, Hakim Ziyech, touché par cet événement tragique rendra régulièrement visite à la famille Nouri à Geuzenveld. Le 24 août 2017, Hakim Ziyech voit sa qualification en Ligue Europa s'envoler après une double défaite face au club norvégien de Rosenborg. Alors que l'équipe ajacide est dans une mauvaise passe, elle s'absente des compétitions européennes et les objectifs de Hakim Ziyech et ses coéquipiers sont la Coupe des Pays-Bas et l'Eredivisie.

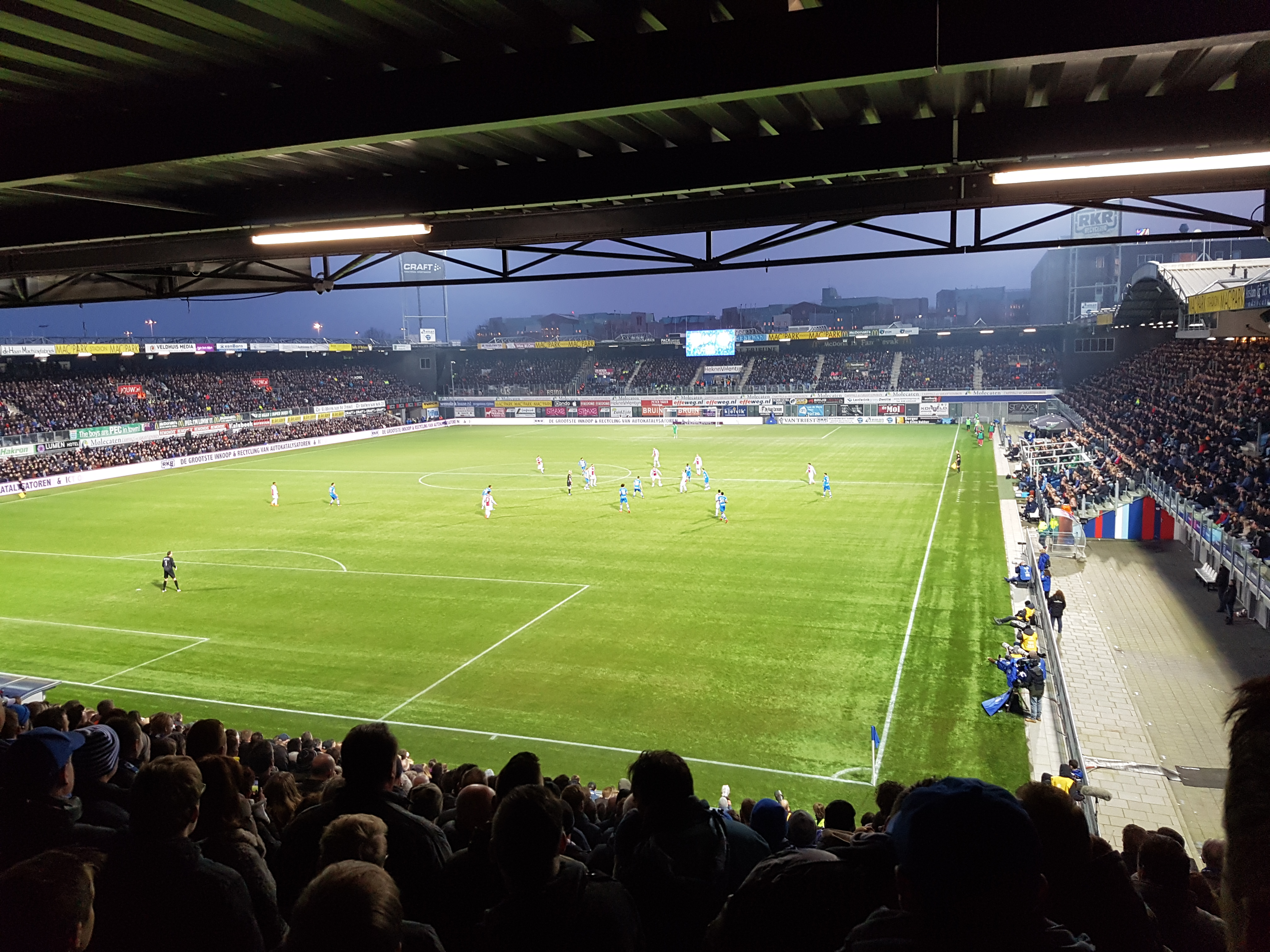
Match de championnat opposant l'Ajax au PEC Zwolle en février 2018.

Alors que Alfred Schreuder, son ancien entraîneur au FC Twente est nommé nouvel entraîneur assistant de l'Ajax, le joueur réalise une saison époustouflante, inscrivant un total de 14 buts et en délivrant 20 passes décisives en 51 matchs. Mal apprécié par les supporters Ajacides pour son « arrogance », il joue ses derniers matchs sous des coups de sifflets de la part de son propre public d'Amsterdam. Le 6 mai 2018, il joue son dernier match de la saison 2017-2018 face à l'Excelsior Rotterdam où il délivre une passe décisive (victoire, 1-2). Il termine la saison comme étant meilleur joueur du championnat néerlandais, ainsi que meilleur passeur de la saison pour la quatrième fois d'affilée,. Comme lors de la saison précédente, l'Ajax termine vice-champion des Pays-Bas. En fin mai 2018, Hakim Ziyech quitte Amsterdam pour se rendre au Maroc pour les matchs de préparation pour la Coupe du monde. Après la Coupe du monde en juin 2018 en Russie, Hakim Ziyechr emporte le Soulier d'or des Pays-Bas, le prix 11Lions.nl du meilleur joueur marocain de l'Eredivisie, et est également nommé meilleur joueur de la saison avec l'Ajax Amsterdam. En août 2018, le joueur dévoile son sentiment de vouloir quitter le club. Lors d'un interview avec Andy van der Meyde dans la série Bij Andy in de auto, le joueur déclare : « Le Borussia Dortmund ? C'est un très bon club, en plus, c'est pas loin de chez moi. Je pourrais tranquillement manger chez moi. ».
Avec une clause libératoire fixée à 60 millions d'euros, Hakim Ziyech est courtisé depuis plusieurs saisons par l'AS Rome et s'attend de rejoindre la Serie A. En juillet 2018, le directeur technique de l'AS Rome surprend l'international marocain et déclare : « Ziyech ? J'ai toujours aimé ce joueur, mais en ce moment nous n'avons pas besoin de joueur évoluant dans sa position. Je sais pas vous le certifier à 100 %, mais telle est la situation ». Le joueur décide alors de jouer une troisième saison avec l'Ajax. Un an plus tard, l'AS Rome montre de nouveau ses intérêts pour recruter le Néerlando-Marocain et demande un nouveau rendez-vous avec l'agent de Hakim Ziyech mais ce dernier répond à un journaliste : « Ils auraient dû y penser l'été passé. Cette saison (2018-19), je me suis amélioré par rapport à la saison passée. ».

##### 2018-2019: premiers titres aux Pays-Bas

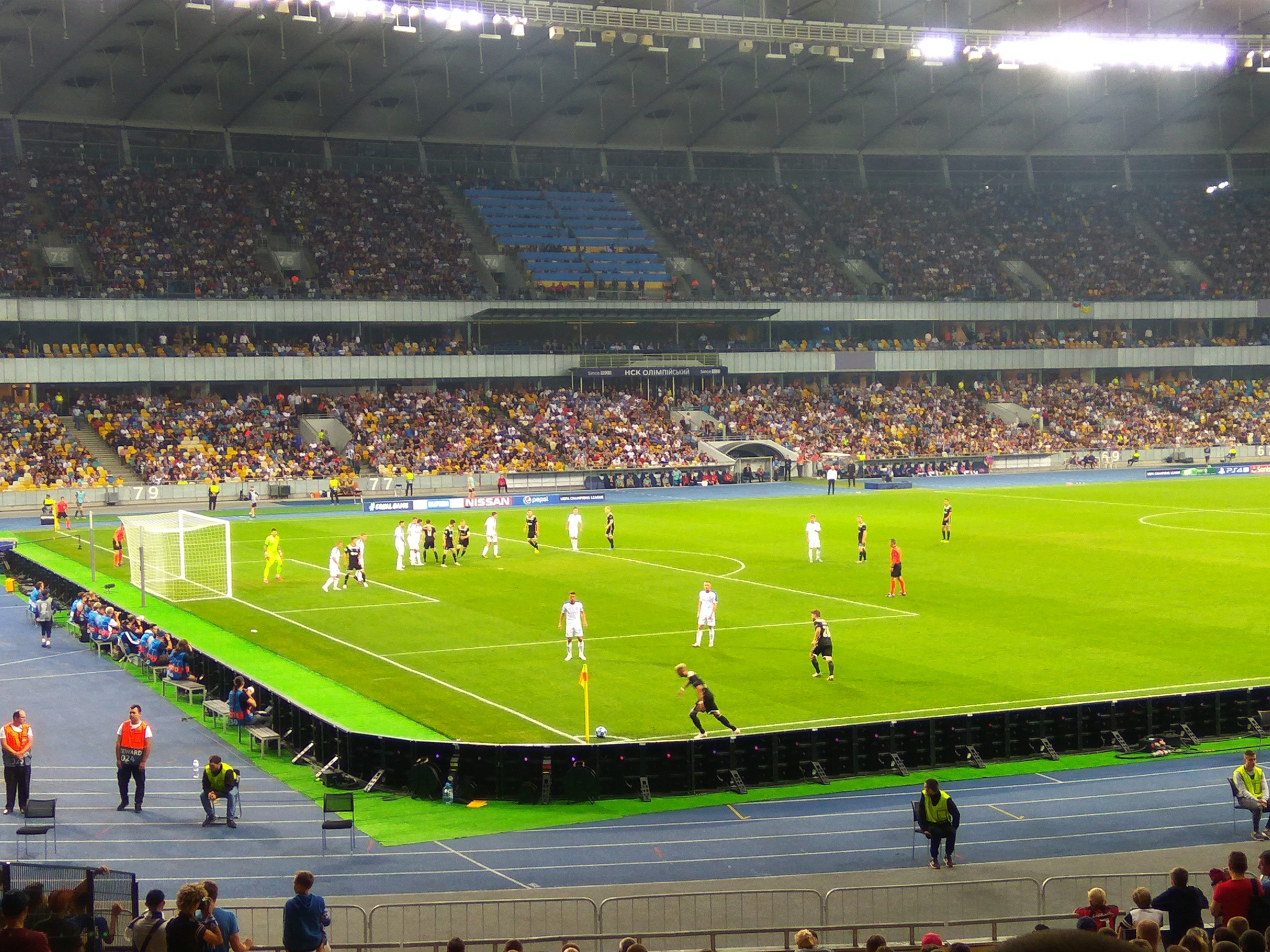
Hakim Ziyech s'apprêtant à tirer un corner face au Dynamo Kiev en barrage de Ligue des champions en 2018.

Après un rapprochement de Hakim Ziyech avec l'AS Rome, les deux clubs ne trouveront pas d'accord pour le transfert du joueur vers l'Italie. Hakim Ziyech finira par jouer la saison 2018-2019 en restant fidèle à l'Ajax Amsterdam. Dès le début de saison, le directeur Marc Overmars attribue le numéro 10 que portait Hakim Ziyech à Dušan Tadić, en provenance du Southampton FC afin de le convaincre de rejoindre le club ajacide et accorde également à l'international serbe la priorité pour tirer les penaltys, que tirait Hakim Ziyech lors des deux saisons précédentes. Hakim Ziyech reprend le numéro 22 et voit un nouveau concurrent pour tirer les corners et coups francs avec lui, notamment Lasse Schöne.

« Je trouve cela très gênant de la part du club ajacide de reprendre le numéro 10 de Ziyech pour le donner à Tadić qui revient d'un club où il a eu une saison moyenne. Ziyech est meilleur que Tadić, cela est inadmissible. »

— René van der Gijp
Après le tirage au sort pour les barrages de la Ligue des champions, l'Ajax se voit confronté au Standard de Liège puis le Dynamo Kiev, l'équipe ajacide s'en sort sans problèmes et retrouve la Ligue des champions, sa dernière participation date de la saison 2014-2015. Hakim Ziyech joue un rôle important dans les matchs de barrage, marquant un but et délivrant trois passes décisives. En début septembre 2018, il devient un des joueurs les mieux payés du championnat néerlandais après avoir prolongé son contrat avec l'Ajax jusqu'en juin 2021. Le 3 septembre 2018, il remporte le Soulier d'or néerlandais. Le 2 octobre 2018, à l'occasion de son deuxième match en Ligue des champions après celui face à l'AEK Athènes (victoire, 3-0), Hakim Ziyech fait face au Bayern Munich où il fait une prestation étonnante. Le 28 octobre 2018, il inscrit un but exceptionnel lors du classique face au Feyenoord Rotterdam à la 41e minute (victoire, 3-0). Après le match, Hakim Ziyech est complimenté en direct à la télévision par Louis van Gaal, ancien entraîneur du FC Barcelone et de l'Ajax Amsterdam avec une déclaration étonnante : « Je te donne la note de 10. Tu as été exceptionnel. Tu sais très bien le talent que tu possèdes sinon tu ne feras jamais de telles prestations »,. Quelques semaines plus tard, Hakim Ziyech est nommé homme du match dans les matchs aller et retour face au Benfica Lisbonne. Dans le match retour à Lisbonne, le 7 novembre 2018, il délivre sa première passe décisive dans la compétition à Dušan Tadić (match nul, 1-1). Après sa blessure mi-novembre, il retourne sur le terrain le 12 décembre 2018 dans un match retour de Ligue des champions face au Bayern Munich. Hakim Ziyech jouera 90 minutes et fait de nouveau une prestation remarquable. L'international marocain est élu homme du match (score final 3-3). Quatre jours plus tard, le 16 décembre 2018, il joue son deuxième match depuis sa blessure, marquant son premier hattrick de sa carrière, et délivrant une passe décisive face à De Graafschap. Il est à nouveau élu homme du match lors de la victoire de 8-0.
| Onana Tagliafico Blind de Ligt Mazraoui de Jong Schöne van de Beek Neres Tadić Ziyech |

Après avoir été nommé dans l'équipe type des Africains de l'année 2018 par France Football, il dispute la 2019 Florida Cup (en) aux États-Unis en janvier 2019. Hakim Ziyech est préservé sur le banc lors du premier match face au CR Flamengo (match nul, 2-2). Lors du deuxième match face au São Paulo FC, il est titularisé et dispute 86 minutes (victoire, 4-2). Lors de son retour aux Pays-Bas, à l'occasion de la deuxième partie de saison, il fait un mauvais démarrage avec deux défaites en championnat dont un large score de 6-2 contre le Feyenoord. Vivement critiqué pour ses prestations, le 13 février 2019, à l'occasion du match aller des huitièmes de finale de Ligue des champions face au Real Madrid à la Johan Cruyff ArenA, Hakim Ziyech marque son premier but dans la compétition (défaite, 1-2). À la fin de la rencontre, Karim Benzema complimente ouvertement à la télévision BeIn Sports l'international marocain pour sa prestation lors de ce match. À l'occasion de la demi-finale de la KNVB Beker face au Feyenoord, le joueur voit son équipe emporter le match au stade De Kuip à Rotterdam sur une victoire de 3-0 et redore son image après un match plutôt réussi. Lors de cette demi-finale de Coupe des Pays-Bas, il délivre deux passes décisives et se qualifie dans la finale face au Willem II. Quelques jours plus tard, il dispute le match retour en Ligue des champions face au Real Madrid au Santiago Bernabéu. Hakim Ziyech réalise l'exploit avec ses coéquipiers dans l'épopée ajacide en se qualifiant en quarts de finale de la compétition, dont un but marqué à la septième minute, suivie des buts de David Neres, Dušan Tadić et Lasse Schone (victoire, 1-4). En mars 2019, Alfred Schreuder, l'entraîneur assistant de l'Ajax, ayant une relation très proche avec Hakim Ziyech, dévoile qu'il entraînera le TSG Hoffenheim lors de la saison qui suit. La nouvelle donne à Ziyech l'envie de quitter également le club ajacide lors du prochain mercato d'été. En avril, le Bayern Munich se présente et propose 45 millions d'euros pour s'enrôler l'international marocain afin qu'il succède Arjen Robben, qui est en fin de carrière. Le 6 avril 2019, il marque le 100e but de l'Ajax Amsterdam de la saison sur le quatrième but face au Willem II (victoire, 1-4).
À l'occasion des quarts de finale de la Ligue des champions, il fait face à la Juventus de Cristiano Ronaldo. Malgré des prestations plutôt décevantes de la part du joueur (match aller, match nul 1-1), il résulte individuellement lors du match retour, une passe décisive et un but refusé pour hors-jeu et se voit qualifié en demi-finales de la compétition (victoire, 1-2),. Le 23 avril 2019, il dispute un match de championnat face au Vitesse Arnhem. Lors de ce match, il inscrit le premier but du match et son vingtième but de la saison toute compétition confondue, chose jamais faite, sachant que son record de but datait de la saison 2015-16 avec le FC Twente où il avait terminé la saison avec 19 buts. Avec ses buts marqués depuis le début de saison, il prend part au record historique du club ajacide avec le plus grand nombre de buts marqués en une saison (160 buts). Le 30 avril 2019, Hakim Ziyech écrit de nouveau son nom en délivrant une passe décisive à Donny van de Beek en demi-finales de la Ligue des champions face à Tottenham Hotspur (victoire, 0-1). Le 5 mai 2018, il remporte sa première Coupe des Pays-Bas sur une large victoire de 0-4 face au Willem II Tilburg. Lors de ce match, il délivre une passe décisive sur le deuxième but de l'Ajax avant de sortir à la 58e minute pour être préservé pour le match retour de Ligue des champions face à Tottenham Hotspur trois jours plus tard. Le 8 mai 2019, il dispute la fameuse demi-finale contre Tottenham Hotspur. Marquant le deuxième but à la 35e minute, l'Ajax Amsterdam se voit avec un score cumulé de 3-0 à la mi-temps. En fin de match, Lucas Moura marque trois buts dont un à la dernière minute du match, ce qui prive le club néerlandais d'une finale face au Liverpool FC. Questionné après le match, déçu malgré tout de sa propre prestation, il déclare : « J'ai dû au moins marquer un but sur les trois occasions que j'ai eu, on aurait eu la qualification dans la poche ». Cependant, il fait la une des journaux aux Pays-Bas et en Angleterre pour la prestation que ce dernier a fait sur la plus grande scène européenne.
Hakim Ziyech console son élimination en Ligue des champions en jouant son dernier match sous le maillot ajacide à la Johan Cruyff ArenA, remportant le championnat face au FC Utrecht (victoire, 4-1). Hakim Ziyech joue son dernier match de la saison 2018-2019 à l'extérieur face à De Graafschap et délivre une passe décisibe dans ce match qui le hisse à la tête du classement des meilleurs passeurs décisifs du championnat pour la cinquième saison consécutive (victoire, 1-4). La saison 2018-2019 de Hakim Ziyech est conclue avec deux distinctions : le titre du meilleur joueur de l'Ajax ainsi que celui du meilleur joueur du championnat. En mai 2019, Marc Overmars évoque le départ de Hakim Ziyech et déclare : « Si Ziyech trouve un bon club, il partira. Et c'est exactement ce qu'il se passe. Grâce à son parcours excellent en Ligue des champions, il a su se mettre encore plus en lumière que la saison passée. De très grands clubs lui tournent autour. Lors de son arrivée à l'Ajax, on lui avait promis un beau transfert. ».

##### 2019-2020: métronome du milieu à l'attaque
Quelques jours après une CAN 2019 ratée, il retourne à Amsterdam pour la finale de la Supercoupe des Pays-Bas, qui sera remportée sur le score de 2-0 face au PSV Eindhoven. Une semaine plus tard, il joue son premier match de la nouvelle saison d'Eredivisie face au Vitesse Arnhem en délivrant une passe décisive (match nul, 2-2). Questionné sur un possible départ, il dévoile avoir refusé une offre du FC Séville à cause du niveau de jeu de l'Ajax qui est supérieur à celui du club espagnol.

« Oui, le Bayern me voulait, mais je n'avais pas envie de les attendre. L'argent n'a jamais été ma priorité, je veux jouer un jeu offensif avec un pressing très haut et je peux le faire ici à Amsterdam avec l'Ajax. Je suis heureux ici. Un transfert n'a jamais été une nécessité pour moi. Si le bon club ne se présente pas, alors qu'il en soit ainsi. J'aurais pu attendre le Bayern Munich oui, mais c'était le bon moment pour clarifier ma situation. Si un club me voulait, il aurait pu agir plus vite. Je suis sûr que le FC Séville est un bon club, mais je l'ai toujours dit : tout doit être parfait si j'étais amené à partir. Séville ne m'a pas donné ce sentiment. Alors j'ai préféré rester à l'Ajax Amsterdam. »

— Hakim Ziyech, lors du mercato estival de 2019.
Le 9 août 2019, il prolonge son contrat jusqu'en juin 2022. Auteur d'un début de saison remarquable en championnat néerlandais, il décroche le prix du meilleur joueur d'Eredivisie du mois d'août. Le 2 octobre, il inscrit son premier but de Ligue des champions 2019-2020 face au Valence CF. Il décrit le but comme étant le meilleur but inscrit de sa carrière. Ce but permettra à Hakim Ziyech de remporter une distinction personnelle du meilleur but du mois. Habitué à avoir une connexion avec Dušan Tadić, celui-ci construit avec le nouveau venu Quincy Promes un nouveau duo, permettant à l'Ajax d'être offensivement plus performante. Hakim Ziyech change alors de tactique en inversant le poste d'ailier droit pour le poste de milieu offensif (numéro 10). L'international refait parler de lui lors du match retour de l'Ajax contre Chelsea au Stamford Bridge lorsqu'il marque un but de classe mondiale sur un coup franc à quelques mètres du poteau de corner. Le but sera compté comme contre son camp du gardien Kepa Arrizabalaga. À l'occasion du match retour de Ligue des champions contre le LOSC Lille, il livre à nouveau une prestation remarquable avec des gestes techniques, inscrivant un but et délivrant une passe décisive. Lors de ce match, un supporter du LOSC Lille monte sur le terrain pour sauter dans les bras de Hakim Ziyech. Ce dernier lui fait un câlin en plein match arrêté et offre son maillot au jeune garçon dès la fin du match. Dès sa sortie de terrain, le nom de Hakim Ziyech est scandé et acclamé par cinquante mille supporters lillois et amstellodamois présents dans le stade Pierre-Mauroy. Lors d'une défaite à domicile face au Valence CF au match retour à Amsterdam (défaite, 0-1), l'Ajax voit sa qualification en huitième de finale de Ligue des champions s'envoler pour une place en seizième de finale de la Ligue Europa.
Lors du mercato hivernal, Manchester United contacte les services de Hakim Ziyech pour un possible transfert en janvier. Le joueur donne très vite sa réponse, préférant terminer la saison et jouer la Ligue Europa avec l'Ajax Amsterdam, plutôt qu'avec Manchester United. Dans la même semaine, le directeur sportif du club Marc Overmars déclare dans un communiqué, avoir ouvert la porte à quelconque club qui souhaiterait s'offrir les services de Hakim Ziyech dès l'été 2020. Le 19 janvier, Hakim Ziyech se blesse au genou face au Sparta Rotterdam et est contraint de rater plusieurs matchs en début d'année 2020.
Le 27 février, il est éliminé des compétitions européennes à la suite d'une défaite de 2-3 contre le Getafe CF (score cumulé). Quelques jours plus tard, le 4 mars, il est également éliminé de la Coupe des Pays-Bas en demi-finale à la suite d'une défaite 0 à 2 contre le FC Utrecht. Son dernier et seul objectif reste alors le championnat. Quelques jours plus tard, les compétitions de football sont arrêtées dans de nombreux pays à travers le monde à cause de la pandémie de COVID-19 qui touche le monde entier (aux Pays-Bas, la saison 2019-2020 d'Eredivisie a été interrompue, puis annulée, la dernière rencontre ayant eu lieu le 8 mars).
Le 24 avril 2020, la fédération néerlandaise décide de clore définitivement la saison, désignant aucun club champion des Pays-Bas, bien que l'Ajax Amsterdam ait été en tête du classement de l'Eredivisie au même nombre de points que l'AZ Alkmaar.

#### Chelsea FC (2020-2024)

##### 2020-2021: vainqueur de la Ligue des champions

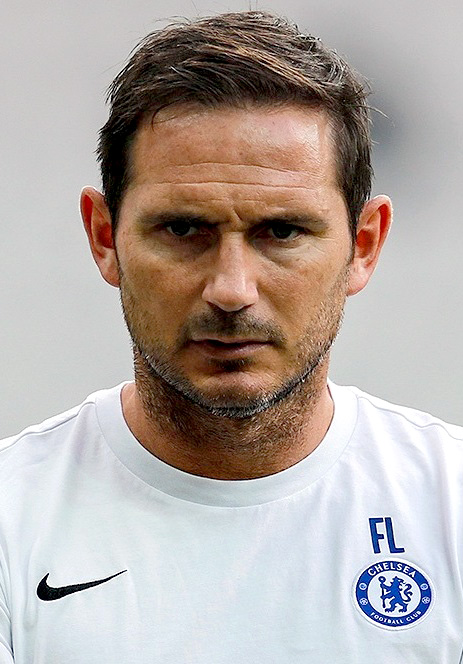
Frank Lampard parvient à convaincre Hakim Ziyech de signer à Chelsea en 2020.

Le 13 février 2020, un accord entre Chelsea et l’Ajax est fixé pour un montant de 40 millions d’euros. Le 11 juillet 2020, Hakim Ziyech apparaît pour la première fois sous les couleurs de Chelsea lors d'un entraînement. Ayant fait ses débuts sous le maillot de Chelsea lors d'un match amical contre Brighton & Hove Albion FC, il se blesse et est contraint de rater ses trois premiers matchs de championnat de la saison.
Le 28 octobre 2020, à l'occasion de sa première titularisation en match officiel et de son premier match de la saison en Ligue des champions de l'UEFA, il inscrit son premier but sous le maillot de Chelsea à la 81e minute contre le FK Krasnodar (victoire, 0-4). Le 5 décembre 2020, à l'occasion d'un match de championnat contre le Leeds United FC, il se blesse aux ischio-jambiers et est contraint de rater tous les matchs restants de 2020. Lors de son absence, Chelsea dispute six matchs, se soldant en une victoire, deux nuls et trois défaites. L'absence de Hakim Ziyech est alors remise en question, non seulement par les supporters mais également par son entraîneur Frank Lampard.

« Ce n'est pas un hasard. Je pense qu'avec Hakim (Ziyech), la façon dont il jouait, il a été très efficace pour nous en termes de passes décisives, d'occasions et de buts. Nous étions très fluides à l'époque. Des joueurs de ce niveau vous manquent quand ils sont absents. Nous voulons qu'il revienne. »

— Frank Lampard, lors de la conférence de presse du 28 décembre 2020.
Le 26 janvier 2021, Thomas Tuchel est désigné nouvel entraîneur de Chelsea FC. À l'occasion du premier match sous Tuchel, Hakim Ziyech se voit titularisé en championnat contre Wolverhampton Wanderers (match nul, 0-0). Ayant fait tourné son effectif, l'entraîneur allemand décide d'utiliser Hakim Ziyech en tant que doublure.
En mars 2021, alors que Chelsea s'apprête à rencontrer plusieurs adversaires de poids lourds en Premier League, l'entraîneur décide de titulariser Hakim Ziyech contre Manchester United et Liverpool FC, afin d'évaluer son niveau. Thomas Tuchel demande également à Ziyech de changer son système de jeu en se positionnant plus haut aux côtés de Timo Werner, et de lâcher le rôle de meneur de jeu dans le bas du bloc. Hakim Ziyech échoue et dispute ces deux matchs avec peu de ballons touchés. Le 17 mars 2021, Hakim Ziyech se voit de nouveau titularisé, cette fois-ci dans son poste original, à l'occasion d'un match de Ligue des champions de l'UEFA contre l'Atlético de Madrid. Il marque le premier but du match de son pied droit, à la 34e minute sur une passe décisive de Timo Werner et se qualifie en quarts de finale de Ligue des champions. Lors des matchs aller et retour contre le FC Porto en quarts de finale, Hakim Ziyech débute sur le banc, nécessitant de l'incompréhension chez certains supporters de Chelsea.
Le 17 avril, à l'occasion de la demi-finale de la FA Cup contre Manchester City, il est à nouveau titularisé et marque l'unique but du match, qualifiant son club en finale de la FA Cup. Lors de ce match, le joueur pratiquait le jeûne du ramadan. Le 27 avril à l'occasion de la demi-finale aller de Ligue des champions contre le Real Madrid, Hakim Ziyech entre en jeu à la 66e minute à la place de Christian Pulisic et fait une prestation moyenne en évoluant en tant que faux numéro 9 (match nul, 1-1). Sa prestation va nécessiter la curiosité de plusieurs analystes et anciens footballeurs qui mettront le point sur le fait que les coéquipiers de Hakim Ziyech lui passent rarement la balle. C'est le cas de Dirk Kuyt qui déclare après ce match dans les studios de Ziggo Sports: "Hakim Ziyech est toujours ignoré par ses coéquipiers à Chelsea. On aurait l'impression qu'ils ne lui font pas confiance. C'est irritant.". L'ancien international néerlandais Willem van Hanegem dit également ne pas comprendre les non-titularisations de Hakim Ziyech dans les grands matchs.
Le 5 mai, Hakim Ziyech se qualifie pour la première fois dans une finale de Ligue des champions après une victoire de 2-0 contre le Real Madrid CF au Stamford Bridge dans lequel il fait son entrée en jeu à la 89e minute en remplaçant Mason Mount (score cumulé : victoire, 3-1). Le 8 mai, Hakim Ziyech s'illustre à nouveau en inscrivant un but en championnat contre Manchester City et se hisse en troisième place de Premier League (victoire, 2-1). Le 15 mai, à l'occasion de la finale de la FA Cup contre le Leicester City FC, il perd le match sur le score de 1 à zéro. Le 29 mai, il remporte la Ligue des champions avec le club londonien à la suite d'une finale les ayant opposés à Manchester City (victoire, 1-0).

##### 2021-2022: saison de la confirmation à Chelsea
Courtisé par l'AC Milan pour le prêt d'une saison de Hakim Ziyech en Italie, l'international marocain commence sa présaison avec Chelsea FC le 17 juillet 2021 avec un triplé face au Peterborough United FC (victoire, 6-1). Le 4 août, il inscrit un doublé lors d'un match amical face à Tottenham Hotspur FC (match nul, 2-2).

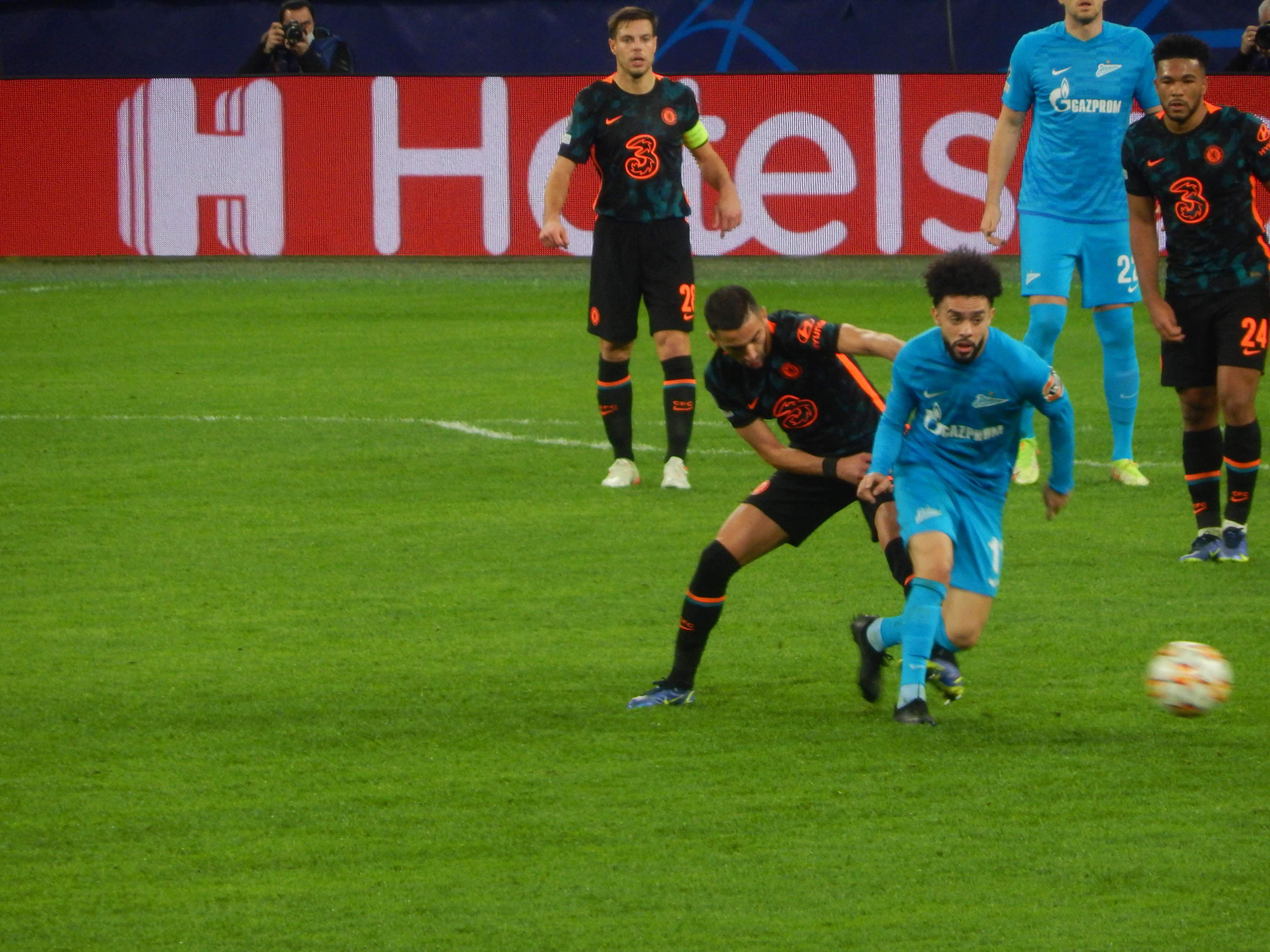
Hakim Ziyech en duel face à Claudinho en Ligue des champions en 2021.

Le 11 août 2021, il marque à la 27e minute son premier but de la saison sur une passe décisive de Kai Havertz, à l'occasion de la Supercoupe de l'UEFA l'opposant face au Villarreal CF, devenant ainsi le premier joueur maghrébin de l'histoire à marquer dans une finale de Supercoupe de l'UEFA. Il se blesse à la 43e minute et est contraint de céder sa place à Christian Pulisic. Ses coéquipiers ont réalisé l'exploit en remportant la Supercoupe de l'UEFA après une longue séance de penaltys (victoire sur p., 6-5). Le 2 novembre, il marque le seul but victorieux en Ligue des champions face à Malmö FF sur une passe décisive de Callum Hudson-Odoi (victoire, 1-0). Le 20 novembre, il entre en jeu à la 62e minute à la place de Mason Mount face à Leicester City FC et délivre une passe décisive à Christian Pulisic (victoire, 0-3). Grâce à sa prestation contre Leicester, il est titularisé trois jours plus tard en Ligue des champions face à la Juventus FC. Il dispute la totalité du match et est impliqué dans trois des quatre buts inscrits, dont une passe décisive à Timo Werner à la dernière minute du match (victoire, 4-0). Le 1er décembre 2021, il entre en jeu à la 60e minute face à Watford FC et offre la victoire à son équipe en inscrivant un but à la 72e minute sur une passe décisive de Mason Mount (victoire, 1-2). Le 4 décembre 2021, il délivre une passe décisive à Mason Mount face au West Ham United (défaite, 3-2).
Le 18 janvier 2022, il marque son premier but de l'année sur une passe décisive de N'Golo Kanté, à l'occasion d'un match de championnat face à Brighton & Hove Albion FC (match nul, 1-1). Le 23 janvier 2022, il inscrit à nouveau un but splendide en pleine lucarne face à Tottenham Hotspur FC sur une passe décisive de Callum Hudson-Odoi (victoire, 2-0),.

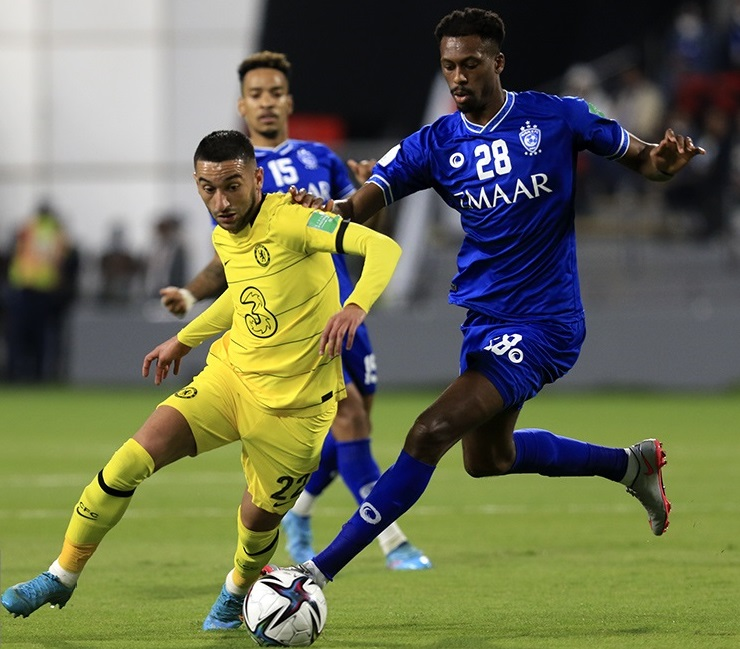
Hakim Ziyech en duel face à Mohamed Kanno en Coupe du monde des clubs en 2022.

En février 2022, il dispute sa première Coupe du monde des clubs qui a lieu à Abu Dhabi. Le 9 février, à l'occasion de son premier match dans cette compétition, il affronte le club saoudien d'Al-Hilal FC en étant titularisé (victoire, 0-1). Le 12 février, il remporte la Coupe après une victoire de 1-2 en finale face à SE Palmeiras. Lors de ce match, il entre en jeu à la 90e minute à la place de Mateo Kovačić et dispute 30 minutes de prolongation. Il s'agit ainsi du premier sacre mondial dans l'histoire du club.
De retour en Angleterre, il offre la victoire à son équipe à la dernière minute d'un match de championnat à l'extérieur face à Crystal Palace FC, sur une passe décisive de Marcos Alonso (victoire, 0-1),. Le 22 février, il débute en tant que titulaire en huitième de finales aller de Ligue des champions face au LOSC Lille à domicile et délivre une passe décisive sur le premier but inscrit par Kai Havertz à la huitième minute (victoire, 2-0). Lors de ce match, il quitte la pelouse sur blessure à la 60e minute et manque ainsi la finale de la Coupe de la Ligue anglaise face à Liverpool FC (défaite sur penaltys, 10-11). Le 19 mars, à l'occasion d'un quart de finales de FA Cup contre Middlesbrough FC, il marque un but à la 31e minute sur une passe décisive de Mason Mount, se qualifiant ainsi en demi-finales de la FA Cup (victoire, 0-2).
Le 12 avril 2022, Hakim Ziyech est éliminé en quarts de finale de la Ligue des champions face au Real Madrid sur un score cumulé de 5-4. Lors des deux matchs, Ziyech est remplaçant et est entré en jeu. Le 11 mai 2022, il entre en jeu au cours du championnat à la 78e minute face à Leeds United FC et délivre une passe décisive à son coéquipier Romelu Lukaku à la 83e minute (victoire, 0-3). Hakim Ziyech termine la saison à la troisième place du championnat et valide son ticket pour la Ligue des champions la saison prochaine.

##### 2022-2023: rayonnant avec le Maroc, délaissé à Chelsea
Doublure lors des deux premiers matchs de la saison face à Everton FC (victoire, 0-1) et Tottenham Hotspur FC (match nul, 2-2), Hakim Ziyech fait son entrée en jeu à la place de Jorginho à la 64e minute face à Leeds United le 21 août 2022 à l'Elland Road (défaite, 3-0). Le 30 août 2022, il reçoit sa première titularisation face à Southampton FC (défaite, 2-1). Un très mauvais début de saison, coûte la place d'entraîneur à Thomas Tuchel remplacé par Graham Potter, qui pour autant ne titularise toujours pas Ziyech en championnat. Ziyech doit attendre jusqu'au 9 novembre 2022 avant d'être à nouveau titularisé avec Chelsea, à l'occasion d'un match de Coupe de la Ligue face à Manchester City (défaite, 2-0).
Après une demi-finale atteinte en Coupe du monde 2022 avec le Maroc, Ziyech retourne dans son club et s'apprête à quitter le club où il est contraint de passer la majorité des matchs sur le banc. Le 31 janvier 2023, à l'occasion du dernier jour du mercato hivernal, Ziyech se déplace à Paris pour signer un contrat avec le Paris Saint-Germain afin de rejoindre le club sous forme de prêt. Alors que les dernières heures du mercato filent, Chelsea envoie deux fois d'affilée de mauvais documents administratifs, obligeant Ziyech à retourner en Angleterre pour terminer sa saison avec les Blues. Le lendemain de la clôture du mercato, son entraîneur Graham Potter déclare : « Ce n’est pas la première fois que ça arrive, ni la dernière. C’est un joueur professionnel, il comprend la situation. Il est sous contrat avec nous, et il est à la disposition de l’équipe. Il sera avec nous pour le reste de la saison. ». Graham Potter est licencié début avril pour un enchaînement de mauvais résultats et est aussitôt remplacé par Frank Lampard, l'homme qui a motivé Ziyech à rejoindre Chelsea.
Alors que Chelsea est toujours en lice en Ligue des champions, Ziyech est laissé sur le banc dans les matchs aller-retour en quarts de finale face au Real Madrid. Ziyech termine la saison principalement en tant que remplaçant, malgré des entrées en jeu remarquables dans lesquelles il contribue à des buts inscrits dont celle du 6 mai face à l'AFC Bournemouth (entrée en jeu et passeur décisif) et celle du 25 mai contre Manchester United (entrée en jeu et passeur décisif). Lors de ce dernier match, Erik ten Hag se déplace vers le banc de Chelsea pour saluer son ancien joueur à l'Ajax et déclare en conférence de presse d'après-match : « Il doit jouer chaque semaine. C’est désolant et incompréhensible. ».
Mis sur le banc le 28 mai lors du dernier match de la saison face à Newcastle United, Ziyech ne fait aucune entrée en jeu et Chelsea fait match nul (1-1). En fin de match, Ziyech est aperçu capuché et tête baissée en train de quitter le terrain sans saluer les supporters. Quelques jours plus tard, Chelsea met au moins 15 joueurs sur le marché des transferts dont Ziyech. Le club termine la saison à la douzième place du classement de la Premier League, le pire classement depuis l'arrivée de Ziyech en 2020.

#### Galatasaray SK (2023-2025)

##### 2023-2024: champion de Turquie
Le 18 juillet 2023, Ziyech n'est pas reprit  dans la liste concoctée par le nouvel entraîneur Mauricio Pochettino pour le tournoi de pré-saison aux États-Unis. Cela est également le cas pour ses coéquipiers Romelu Lukaku et Pierre-Emerick Aubameyang. Il fait également partie des joueurs n'ayant pas reçu de  numéro de maillot en vue de la nouvelle saison. C'est ainsi que le joueur n'est pas présent lors de la rencontre comptant pour la première journée de championnat le 13 août suivant  contre Liverpool FC,.
Le 19 août 2023, son transfert au Galatasaray SK est officialisé par le club via ses réseaux sociaux. Hakim Ziyech s'engage dans le cadre d'un prêt gratuit, avec une obligation de rendre le prêt par la suite en faisant signer le joueur gratuitement. Son  salaire nette est de 3 587 000 euros pour sa première saison. Le jour de son transfert, il apparaît dans les tribunes du stade Ali-Sami-Yen entrain de célébrer sa venue avec les supporters pendant le match opposant son nouveau club à Trabzonspor, qui voit la victoire, de Galatasaray sur le score de 2-0. Le 16 septembre suivant, il effectue sa première entrée en jeu à la 46e minute en remplaçant Tetê contre Samsunspor. Lors de cette rencontre, Ziyech est l'auteur dune  frappe lointaine, légèrement déviée par la tête de Mauro Icardi, comptabilisant ainsi le but pour l'argentin, ce qui permet à son équipe de l'emporter sur le score de 4-2. Une semaine plus tard, le 23 septembre 2023, il inscrit son premier but pour sa nouvelle équipe, lors de la victoire de Galatasaray 2-1 face à Başakşehir.
Hakim Ziyech s'illustre lors de la rencontre de phase de groupe de la Ligue des champions le 29 novembre 2023, face à Manchester United, qui voit les deux formations faire match nul sur le score de 3 partout. Au cours de ce match, il inscrit deux buts sur coups-francs et est l'auteur de la passe décisive sur le but de l'égalisation inscrit par son coéquipier Kerem Aktürkoğlu. De plus, le joueur sera élue homme du match par l'UEFA. Le 5 mai 2024, il inscrit un doublé à l'occasion d'un match de championnat contre le Sivasspor, dont un but inscrit de loin (victoire, 6-1),.
En fin de saison, il remporte le titre de champion de Turquie grâce à une victoire face au Konyaspor (1-3), match durant lequel il n'a pas pris part à la suite d'une suspension. Durant le sacre, il rend hommage au peuple palestinien, victime de la guerre à Gaza depuis 2023, en portant leur drapeau sur son dos,.

#### Al-Duhail SC (2025-)
Le 30 janvier 2025, Hakim Ziyech rejoint la Qatar Stars League en s'engageant avec le club du Al-Duhail SC pour une durée de six mois,,.

### Carrière internationale

#### Premiers pas avec les jeunes des Pays-Bas (2011-2014)

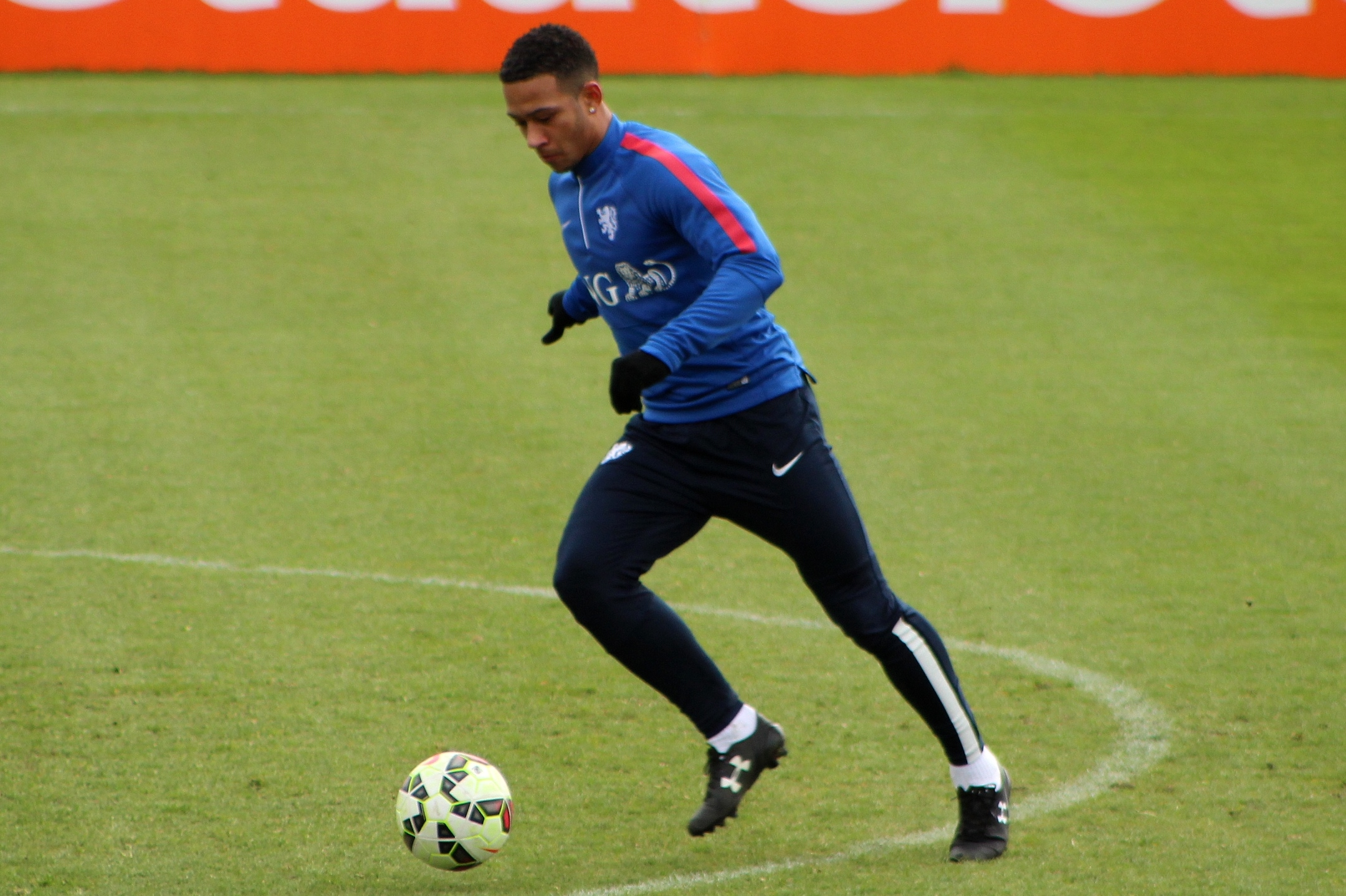
Hakim Ziyech est coéquipier de Memphis Depay en 2012 avec les Oranges U19.

Né aux Pays-Bas et ayant grandi à Dronten, Hakim Ziyech commence sa carrière internationale sous le maillot néerlandais U19 aux côtés de Memphis Depay. Le joueur est alors âgé de dix-huit ans et évolue avec les U19 du SC Heerenveen. Il est sélectionné pour sa première fois au début de 2012 pour affronter la Suisse -19 ans en match amical (victoire, 0-3). Quelques mois plus tard, en septembre 2012, il monte en catégorie chez les -20 ans des Pays-Bas et affronte la Turquie -20 ans en amical (défaite, 2-1). Il joue un deuxième match amical un mois après face à la Norvège -20 ans où il aura été l'auteur d'un but à la 39e minute. Il dispute son troisième match avec l'équipe des Pays-Bas des moins de 20 ans face à l'Irlande -20 ans le 6 février 2013 en match amical (défaite, 3-0).
Le 14 août 2013, Hakim Ziyech dispute son premier match avec les Pays-Bas espoirs face à la Tchéquie espoirs en match amical (défaite, 1-0). Dans cette équipe, il retrouve parmi les rangs, son coéquipier en club Oussama Tannane. Un an plus tard, le 28 mai 2014, il dispute son deuxième match face à l'Écosse espoirs comptant pour les qualifications de l'Euro 2015. Il est l'auteur d'un doublé à la 76e et la 79e minute (victoire, 1-6). En juin 2014, il dispute son dernier match avec les Pays-Bas espoirs, comptant également pour les qualifications de l'Euro 2015, face au Luxembourg espoirs (victoire 3-1).
En mai 2014, grâce à une énorme saison avec le SC Heerenveen, son nom apparaît dans la liste des 32 pré-sélectionnés des Pays-Bas de Louis van Gaal pour prendre part à la Coupe du monde 2014 au Brésil. Le joueur âgé alors de vingt-et-un ans n'est finalement pas retenu dans la liste finale. L'équipe des Pays-Bas quant à elle, atteint la troisième place de la compétition. Ayant peu d'expérience dans le haut niveau, le sélectionneur promet à Hakim Ziyech une convocation avec l'équipe A après la fin de la compétition.

#### Entre le Maroc et les Pays-Bas (2014-2015)

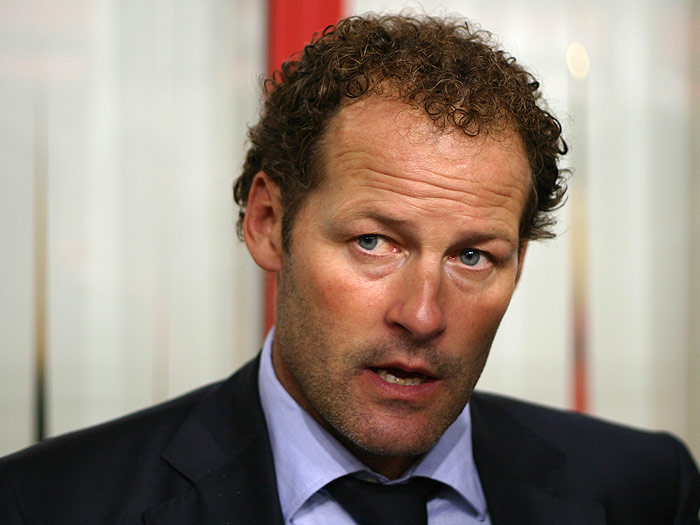
Danny Blind, sélectionneur des Pays-Bas en 2015 met la pression sur le joueur binational pour un choix définitif en faveur des Oranges.

En fin 2014, il est convoqué par Guus Hiddink pour un match amical de l'équipe A des Pays-Bas face aux États-Unis et un match de qualification pour l'Euro face à la Lettonie. Hakim Ziyech se blesse en plein match avec le FC Twente se doit de décliner la convocation néerlandaise,. Quelques mois après, Danny Blind est le nouvel entraîneur des Oranges. Ce dernier n'a pas hésité à mettre la pression sur le joueur binational,.
Considéré comme le principal successeur de Wesley Sneijder aux Pays-Bas, ce dernier accepte un entretien avec le sélectionneur du Maroc Badou Zaki. Questionné par les reporters de Bureau Sport sur son choix de sélection, Hakim Ziyech fait une remarque étonnante, il déclare : « Quand j'avais 16 ans, j'étais toujours parmi les meilleurs joueurs mais j'étais toujours le seul qui ne recevait aucun contact avec aucun club. Je me suis posé une tonne de questions sur le fait que je sois Marocain, que j'ai moins de chances que les autres ». Quant à Aziz Doufikar, il n'approuve pas les propos du joueur avec lequel il entretient de très bonnes relations. Hakim ajoute : « Danny Blind peut mettre autant de pression qu'il veut sur moi. Je n'irais pas jouer avec les Pays-Bas. Le choix de sélection, c'est pas avec le cerveau que ça se fait mais avec le cœur. Avec quelle sélection tu veux jouer et vers où ton cœur se penche le plus. Dans mon cas c'était sans hésitations le Maroc. Je me suis toujours senti Marocain bien que je sois né ici (Pays-Bas). Beaucoup de gens ne comprendront jamais ce sentiment ». Après ces déclarations qui feront surface à la une des journaux quelques mois plus tard, le joueur est hué deux ans plus tard par une masse de supporters dans les gradins de l'Ajax.
Lorsque Hakim Ziyech fait le choix pour une carrière internationale en faveur des Marocains, le binational néerlando-marocain Oussama Tannane fait également le choix d'évoluer avec les Lions de l'Atlas. La nouvelle a entraîné énormément de critiques dans les médias néerlandais, et plus particulièrement de la part de Marco van Basten, ex-entraîneur de Hakim Ziyech dans le club du SC Heerenveen qui déclarera: « Hakim Ziyech et Oussama Tannane sont des cons, c'est également le cas pour leur manager. Le choix qu'ils ont fait est incompréhensible. Ils auront dû avoir de la patience. Je trouve que Ziyech et Tannane sont des joueurs excellents. Mais comment tu peux être aussi con de choisir le Maroc si l'équipe des Pays-Bas montre clairement des intérêts pour toi ».

#### Débuts sous l'ère Badou Zaki (2015-2016)

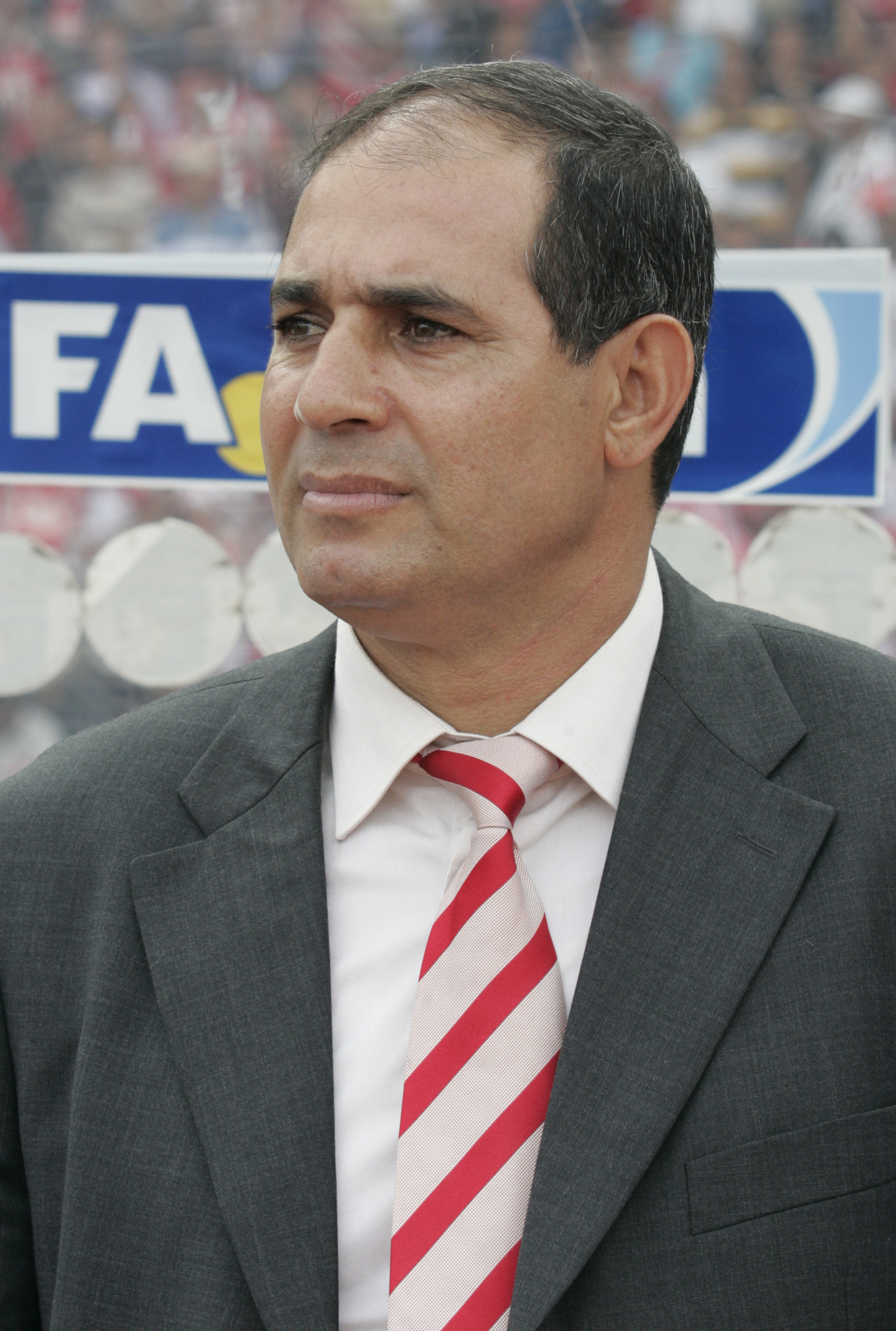
Badou Zaki (ici en 2013) convainc le binational à porter les couleurs du Maroc.

Hakim Ziyech délaisse la fédération néerlandaise pour une convocation exclusive avec le Maroc afin de disputer un match amical face à la Côte d'Ivoire à Agadir le 9 octobre 2015,. Après sa convocation, Badou Zaki déclare ouvertement à propos de Hakim Ziyech : « J'ai milité pour le faire venir. Ceux qui connaissent Ziyech savent qu'il peut donner encore plus que le rendement affiché face à la Côte d'Ivoire. Je suis sûr qu'avec un peu plus de travail et un peu plus de patience, il deviendra une légende ». Considéré comme une star du football au Maroc, il cède sa place à la 64e minute et quitte le terrain sous scandement de son nom de la part du public marocain.
Le joueur tranche définitivement pour une carrière internationale en faveur du Maroc en honorant sa première sélection officielle le 12 novembre 2015, comptant pour les qualifications pour la Coupe du monde 2018 face à la Guinée équatoriale à Agadir (victoire, 2-0). À l'occasion du match retour, Hakim Ziyech entre à la 75e minute sur une défaite de un à zéro contre les Guinéens à Bata. L'entraîneur Badou Zaki sera par conséquent limogé de la fédération marocaine.

#### Altercation avec Hervé Renard (2016-2017)
En février 2016, Hervé Renard est nommé nouveau sélectionneur des Lions de l'Atlas. Un mois plus tard, en mars 2016, Hakim Ziyech fait son apparition sur la liste des 24 convoqués pour le match face au Cap-Vert. Il se rend à Praia en compagnie de ses coéquipiers marocains et son nouvel entraîneur Hervé Renard pour le match qui compte pour la qualification à la CAN 2017. Le sélectionneur français, pouvant prendre un total de 18 joueurs pour le match face au Cap-Vert, décide de mettre le jeune néerlando-marocain dans les tribunes à cause du « terrain synthétique et le climat africain » dit Hervé Renard, affirmant qu'il s'agit d'un match typiquement africain et que cela ne correspond pas au style de jeu de Hakim Ziyech. Le match se solde sur le score de un but à zéro en faveur des Lions de l'Atlas. Au match retour à Marrakech, nouveau coup dur pour Hakim Ziyech, il commence le match sur le banc à cause de son concurrent Mbark Boussoufa qui fait un remarquable retour en équipe nationale. Il rentre en jeu à la 62e minute en remplaçant son coéquipier Younès Belhanda. Le score est alors de 0-2 en faveur du Maroc, depuis la 28e minute, en fin de match le Maroc se qualifie officiellement en Coupe d'Afrique 2017, tandis que Hakim Ziyech est déçu du temps de jeu que l'entraîneur ne lui accorde pas. Lors de prochaine trêve internationale en mai 2016, Hakim marque son premier but sous les couleurs marocaines face au Congo en match amical à la quatrièm minute sur un coup franc. Dans le même match, il marque son deuxième but sur une panenka à la 55e minute et cède sa place à Yacine Bammou à la 83e minute (victoire, 2-0), une prestation plus que remarquable de Hakim Ziyech qui épate les supporters du Maroc, sans pour autant convaincre le sélectionneur français.
Fin 2016, très attendu par le public marocain à voir jouer la nouvelle pépite dont tout le monde parle, à la CAN 2017, Hakim Ziyech ne prend finalement pas part à la compétition, selon les choix d'Hervé Renard. Quelques semaines auparavant, Hervé déclare à propos de Hakim Ziyech : « Ce joueur a du mal à garder le banc des remplacements », à noter que ce dernier montrait de manière positibe son envie de jouer en tant que titulaire lors des matchs internationaux. Ne se supportant plus, Renard décide d'effacer Hakim Ziyech de ses listes de convocations, pensant qu'il apporte énormément de problèmes au sein du groupe. Quant au jeune maroco-néerlandais, il déclare ne plus vouloir revenir tant que Renard est en tête de la sélection. Le 9 janvier 2017, le Maroc joue son match de préparation pour la CAN 2017 sans la présence de Hakim Ziyech. L'équipe s'en sort très mal sur une défaite de 0-1 face à une équipe de Finlande qui n'avait jusque-là gagné aucun match depuis 2015. Pendant tout le match, les supporters ayant un grand amour pour l'international Ziyech, frustrés des choix de Hervé Renard, scandaient le nom de Hakim Ziyech,. Quant à la sélection marocaine, après avoir battu le Togo et la Côte d'Ivoire, parvient toutefois en quarts-de-finale en étant battu 0-1 par l'Égypte. Alors que l'international marocain est au meilleur forme de sa saison, il cite « Je suis vraiment déçu. Quand t'as envie de représenter ton pays et que t'en est empêché, il faut faire avec et ne surtout pas montrer preuve de démotivation ».
Le 30 juin 2017, après plusieurs incidents sur l'affaire Renard-Ziyech, le président de la FRMF, Fouzi Lekjaa se rend à Amsterdam avec le sélectionneur français pour réunir les deux hommes. Après trois minutes de débat, la discussion se termine en une réconciliation entre joueur et sélectionneur,. Deux années plus tard, Hervé Renard avoue être l'homme fautif sur l'affaire à cause d'un manque de communication avec le joueur ainsi qu'un manque de confiance. Hervé Renard poursuit : « Hakim n'y est pour rien. Il n'a jamais mal réagit. Il est resté impeccable mais moi je n'ai pas assez communiqué avec lui. Je reconnais mes erreurs et les erreurs en tant qu'entraîneur, il faut les avouer ».

#### Coupe du monde 2018 (2017-2018)
Dès son retour, le 1er septembre, à l'occasion des éliminatoires de la Coupe du monde 2018, le numéro 7 de l'équipe nationale débute pour la première fois dans un match officiel, et inscrit deux buts ainsi qu'une passe décisive face au Mali. Il est à l'origine des quatre premiers buts marqués par le Maroc (victoire, 6-0). Homme du match, le joueur a été l'homme ayant accéléré le jeu offensif. Après son premier but de ce match, le joueur célèbre son but en rendant hommage à son meilleur ami, Abdelhak Nouri, aujourd'hui encore en soins intensifs après avoir subi de graves lésions cérébrales dans un match amical avec l'Ajax Amsterdam, dans lequel Hakim Ziyech était également titulaire. À l'occasion du match retour le 5 septembre 2017 face au Mali à Bamako, Hakim Ziyech finit son match sur le score de 0-0 ayant manqué un penalty. Le joueur retourne à Amsterdam sur une grosse déception, mentalement détruit ayant « détruit le rêve de tous les Marocains ainsi que ses propres rêves à lui », dit-il. Deux mois plus tard, le 11 novembre 2017 il est titularisé pour la finale des qualifications pour la Coupe du monde face à la Côte d'Ivoire à Abidjan. Un match nul suffisait aux Lions de l'Atlas pour assurer une qualification en Coupe du monde. Hakim Ziyech délivre une passe décisive à Nabil Dirar pour le premier but avant de se voir qualifié à la Coupe du monde en Russie (victoire, 0-2).
Après avoir joué cinq matchs de préparation (2 buts, 1 passe décisive) avant la Coupe du monde entre mars et juin, Hakim Ziyech se voit logiquement sélectionné en Coupe du monde 2018 en début juin par le sélectionneur Hervé Renard. Le 15 juin 2018, il dispute pendant 96 minutes sa première rencontre de Coupe du monde contre l'Iran, lors d'une défaite 0-1 des Marocains sur un but contre son camp d'Aziz Bouhaddouz. À l'occasion de son deuxième match de Coupe du monde face au Portugal, le joueur verra son équipe encaisser à la quatrième minute un but de Cristiano Ronaldo. Après un match largement dominé par les Marocains, Hakim Ziyech qui joua 90 minutes verra ses chances d'aller en huitième de finale, s'écrouler après la défaite de un but à zéro en faveur des Portugais. Hakim Ziyech joue son troisième et dernier match avec les Lions de l'Atlas en Coupe du monde 2018 face à l'Espagne, une des équipes favorites de cette compétition sur un score final de 2-2. Il cède sa place à Aziz Bouhaddouz à la 85e minute.
Cette élimination au premier tour, dont l'échec ne peut être imputé au seul Hakim Ziyech, reste un point noir dans son palmarès néant. Il remercie cependant le public marocain qui avait fait un énorme déplacement massif vers les trois stades où le Maroc a joué.

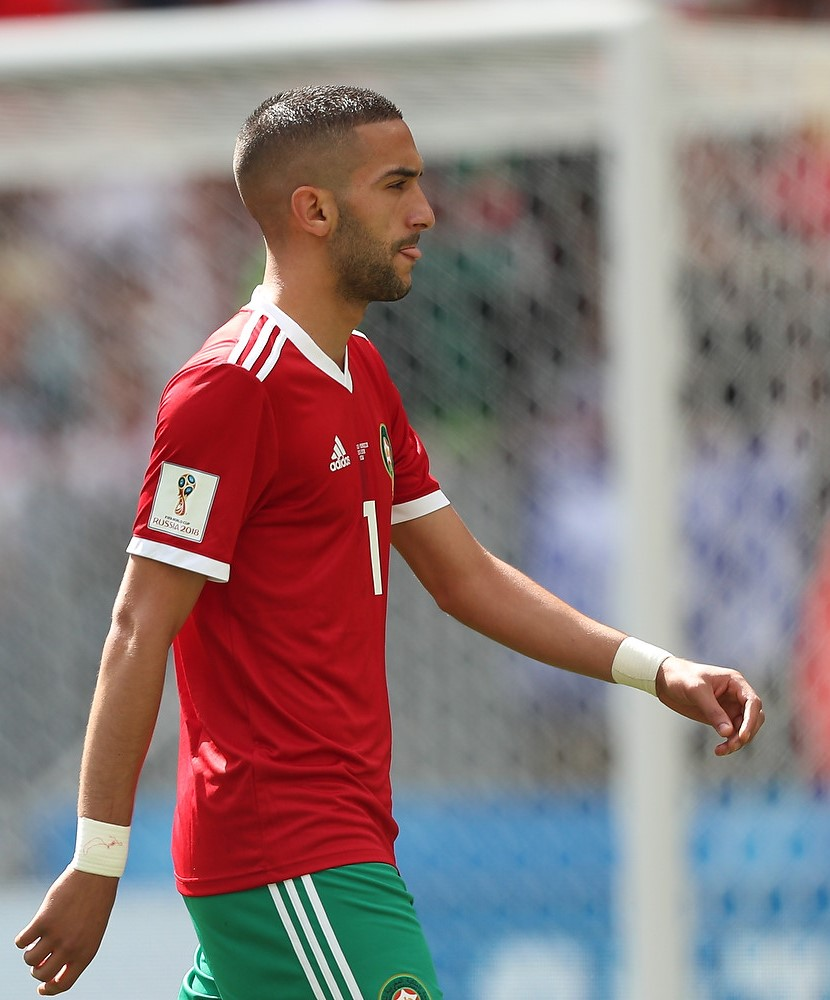
Ziyech en juin 2018.
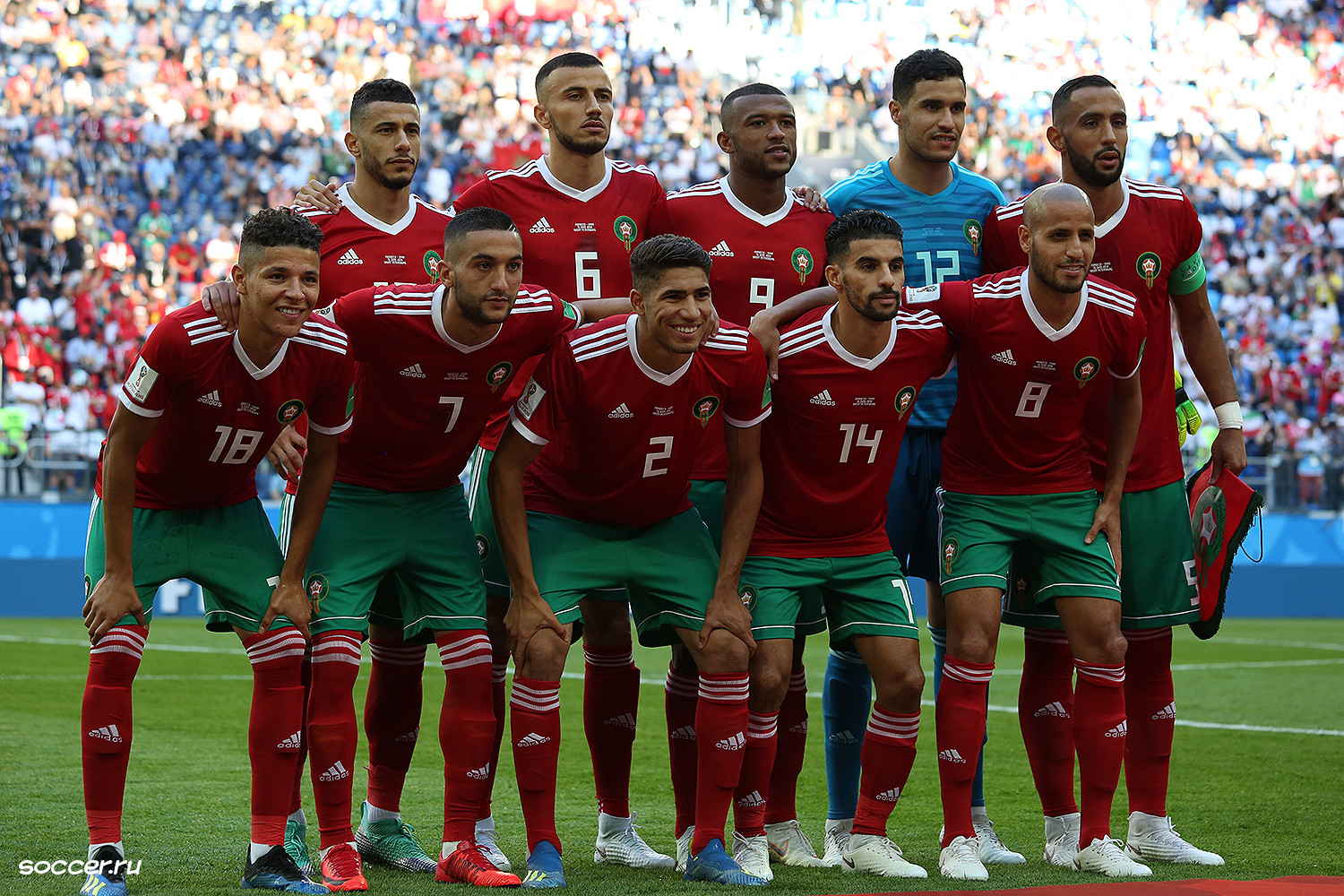
L'équipe du Maroc, avec Ziyech en bas à gauche avec le numéro 7.
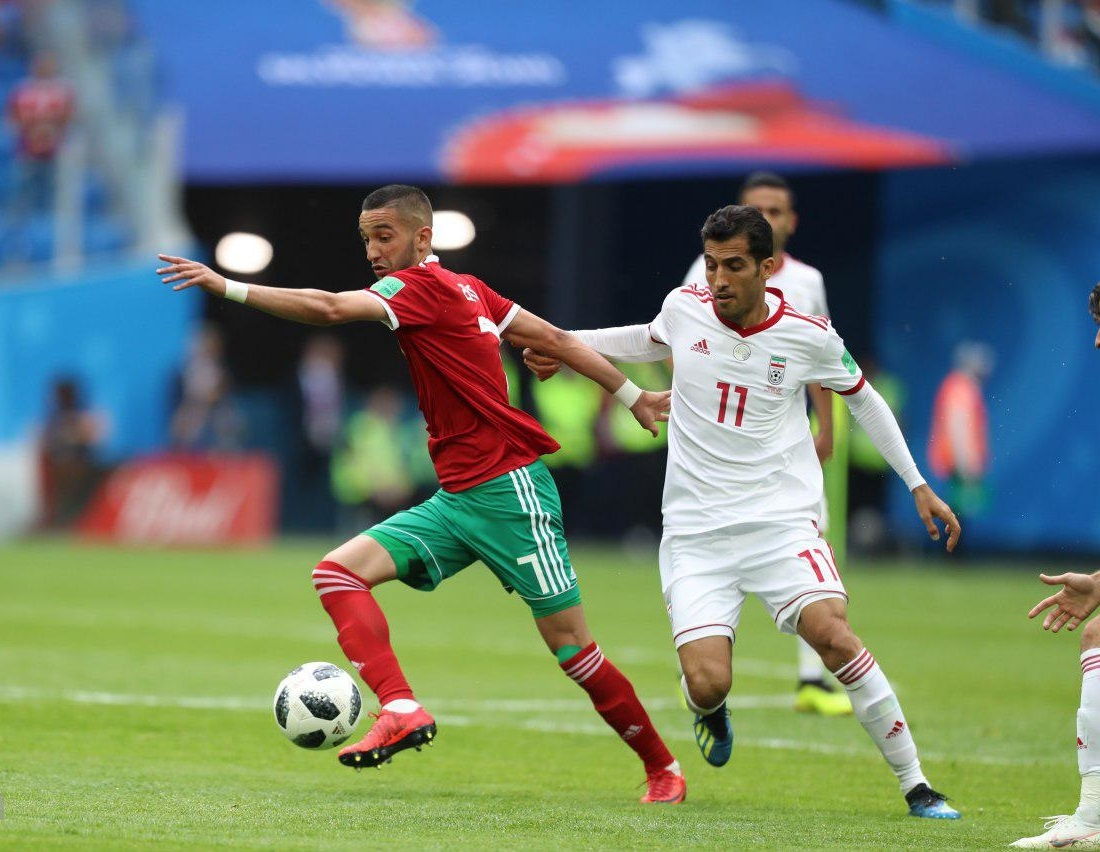
Ziyech face au milieu iranien Vahid Amiri.
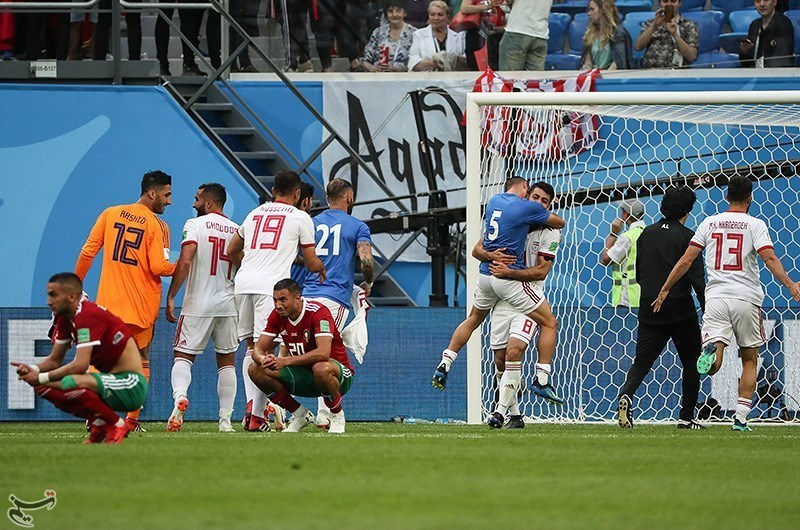
Le Maroc encaisse un but contre son camp face à l'Iran. Ziyech à gauche.
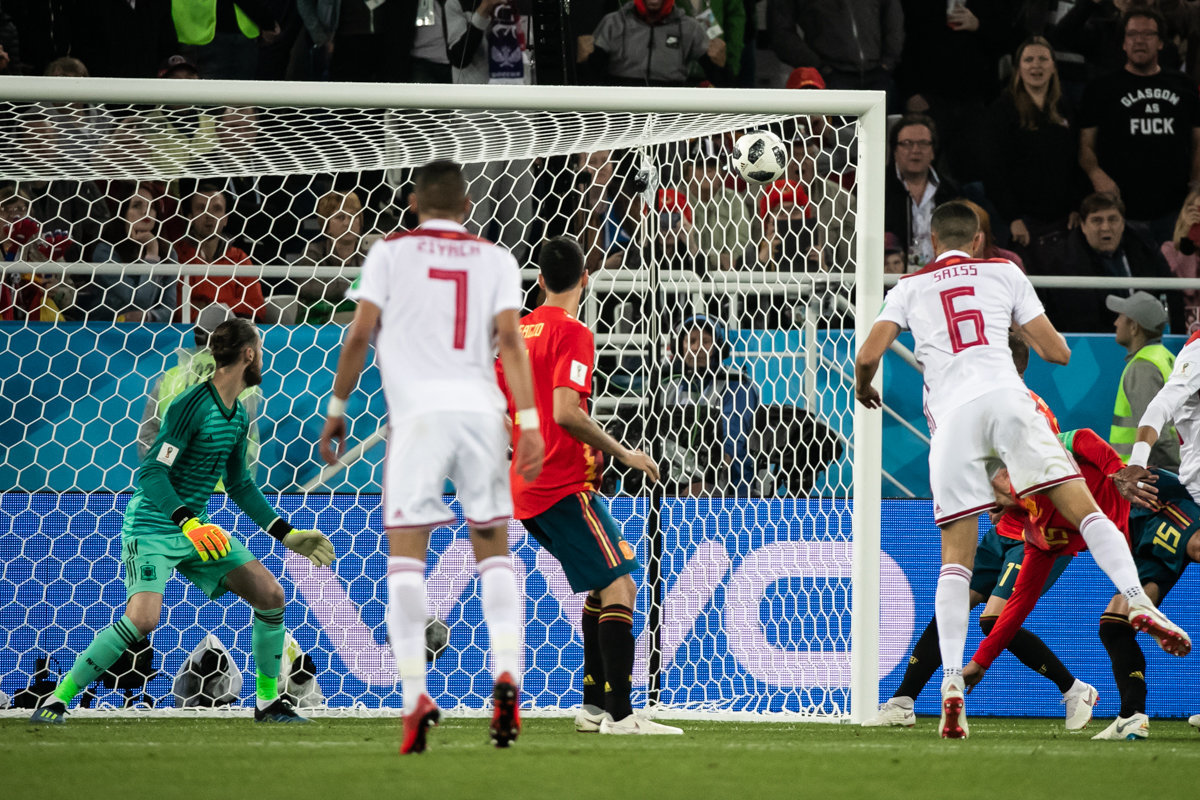
Ziyech lors du troisième match face à l'Espagne.

#### CAN 2019, la mauvaise expérience (2018-2019)
Après une Coupe du monde aux résultats plutôt décevants, Hakim Ziyech fait son retour à Amsterdam avant de retourner deux mois plus tard au Maroc pour un match de qualification à la CAN 2019, cette fois-ci avec son coéquipier de l'Ajax, Noussair Mazraoui qui refuse la sélection néerlandaise. Le 8 septembre 2018, il joue son premier match à Casablanca face au Malawi et inscrit un but (victoire, 3-0). Il est rappelé un mois plus tard pour une double confrontation en octobre 2018 face aux Comores mais le joueur se blesse lors d'un match de championnat face à l'AZ Alkmaar et se doit de décliner la convocation. En début novembre 2018, Hervé Renard affiche sa liste des 25 convoqués pour un match de qualification face à la bête noire du Maroc, le Cameroun. Hakim Ziyech, figure sur la liste et jouera ce match le 16 novembre 2018, marquant à lui seul un doublé, il marque l'histoire en offrant à l'équipe sa première victoire de l'histoire du football marocain face aux Lions Indomptables. Avec son doublé, il se hisse à la septième place dans le tableau des meilleurs buteurs de l'histoire de l'équipe du Maroc. Un jour plus tard, alors que les Lions de l'Atlas s'apprêtaient à s'envoler pour Tunis pour un match amical face à la Tunisie le 20 novembre 2018, le joueur se blesse. Le 17 novembre 2018, il retourne à Amsterdam où il passera une imagerie par résonance magnétique, un test qui résultera une privation des terrains de football pour une durée de deux semaines. Le 16 juin 2019, Hakim Ziyech marque un doublé lors d'un match amical du Maroc contre la Zambie pour se préparer à la CAN 2019 (défaite 2-3).
En juin 2019, il figure dans la liste des joueurs convoqués pour participer à la Coupe d'Afrique des nations 2019. Le 23 juin, lors du match d'ouverture de la CAN 2019 du Maroc face à la Namibie, Hakim Ziyech dispute l'intégralité de la rencontre et est à l'origine du but contre son camp d'un joueur namibien sur un coup franc qui offre la victoire à l'équipe du Maroc (1-0). Les Lions de l'Atlas assurent une qualification en huitième de finales grâce à deux victoires dont une face à la Côte d'Ivoire et l'autre face à l'Afrique du Sud avec un Hakim Ziyech peu en forme. Hakim Ziyech fait énormément parler de lui lors du match de huitième de finale face au Bénin, match dans lequel il manque un penalty à la dernière minute du jeu sur un match nul de 1-1. Le match sera soldé sur une victoire béninoise après une séance de penalty et les Marocains se voient éliminés de la compétition. Hakim Ziyech essuiera un grand nombre de critique à la suite de sa prestation jugée mauvaise par les supporters et certains médias marocains, français et néerlandais.

#### Altercation avec Vahid Halilhodžić et fin de carrière internationale  (2021-2022)
Le 25 mars 2021, le Maroc se qualifie automatiquement à la CAN 2022 après un match nul de 0-0 contre la Mauritanie. L'équipe du Maroc termine à la première place de son groupe composée de la Mauritanie, du Burundi et de la République centrafricaine. Hakim Ziyech termine la campagne en tant que meilleur buteur marocain avec trois buts et deux passes décisives en six matchs.
Le 26 août 2021, Vahid Halilhodžić publie sa liste définitive des joueurs sélectionnés pour les qualifications de la Coupe du monde qui ont lieu en septembre face au Soudan et la Guinée. Hakim Ziyech manque dans la liste, ce qui provoque de vives polémiques au sein des journaux marocains, mettant en cause le comportement de l'international marocain lors de ses matchs précédents en juin 2021. Le joueur, lui, fait savoir son incompréhension quelques minutes après la sortie de la liste, via le réseau social Instagram en postant un émoji qui rigole, qui selon les médias, fait allusion à sa non-convocation avec l'équipe du Maroc pour les deux matchs de septembre. Le 1er septembre, un jour avant le match face au Soudan, Vahid Halilhodžić évoque sur Radio Mars le cas Ziyech en expliquant que ce dernier a manqué de discipline lors des deux derniers rassemblements en mars et en juin 2021, ce qui lui a valu cette non-convocation. Un jour plus tard, Hakim Ziyech publie sur son réseau Instagram :  « La prochaine fois, quand tu parles, dis la vérité ».
Le 9 novembre 2021, Hakim Ziyech apparaît dans l'émission 'Tiki Taka Touzani' diffusée sur NOS et livre une interview avec le freestyleur Soufiane Touzani, qui lui évoque son altercation avec le sélectionneur national. Hakim Ziyech déclare : « Il a son point de vue et j'ai mon point de vue. On en est là aujourd'hui, je sais ce qui s'est passé. C'est la chose la plus importante pour moi. »
Le 5 janvier 2022, à quelques jours du premier match du Maroc à la CAN 2022 où il n'est pas sélectionné, Hakim Ziyech déclare après un match avec son club :   « Je ne me préoccupe pas des problèmes extra-sportifs. Je fais de mon mieux avec Chelsea. Pour le reste : je m'en fous. »
Le 3 février 2022, soit, quatre jours après l'élimination du Maroc en quarts de finale de la CAN 2022, Vahid Halilhodžić, en conférence de presse, déclare : « Vous voulez que je supplie quelqu'un de jouer pour l'équipe nationale ? Il y a un groupe, un esprit collectif, je veux garder cela, a poursuivi Halilhodzic. J'ai déjà pardonné deux fois, la troisième ça suffit ! Ce n'est pas facile pour moi non plus mais il faut qu'on respecte l'entraîneur et l'équipe nationale. » Le sélectionneur a également mentionné Aimé Jacquet et Didier Deschamps en citant que ces derniers ont été champions du monde en écartant leurs meilleurs joueurs, notamment : Éric Cantona, David Ginola et Karim Benzema.
Le 8 février 2022, Hakim Ziyech annonce officiellement sa retraite internationale,.

« Ne pas m'inclure dans l'équipe était une décision prise par Halilhodzic et vous devez la respecter, mais quand le mensonge en fait partie (...) pour moi, c'est clair maintenant. Je ne reviendrai pas en équipe nationale. »

— Hakim Ziyech, le 8 février 2022
. Le 12 mars 2022, le président de la FRMF Fouzi Lekjaa révèle la présélection de Hakim Ziyech pour une double confrontation face à la République démocratique du Congo comptant pour les barrages de la Coupe du monde 2022.
Le 13 mars 2022, Hakim Ziyech explique dans un communiqué publié sur son réseau social Instagram : « J'aime mon pays et jouer pour l'équipe du Maroc a été l'honneur de ma vie. Malgré que le président m'ait mis dans la liste des présélectionnés, c'est avec une grande tristesse que j'annonce que je ne reviendrai pas jouer pour le Maroc. Je suis désolé de décevoir les fans. Ce n'était pas une décision facile à prendre. Mais malheureusement, je n'ai pas d'autre choix. J'ai tout donné durant les six dernières années. Les dirigeants de la fédération n'ont pas cessé de relayer des fausses informations sur moi ainsi que mon engagement en sélection nationale. Leurs actions m'ont rendu impossible de continuer à faire partie de l'équipe. J'ai appris la nouvelle comme quoi j'ai été présélectionné en même temps que tout le monde. Je souhaite à l'équipe le meilleur pour la suite ».
Durant les barrages de la Coupe du monde 2022 face à la République démocratique du Congo en mars 2022, les supporters marocains ont scandé à plusieurs reprises le nom de Hakim Ziyech en direction du sélectionneur Vahid Halilhodzic. Des joueurs comme Nordin Amrabat ou encore Ali Boussaboun ont pris partie pour Hakim Ziyech à travers la presse néerlandaise,. Cependant, la sélection marocaine parvient à se qualifier en Coupe du monde grâce à un score cumulé de 5-2 face à leurs homologues congolais.

#### Retour de Ziyech sous Walid Regragui et Coupe du monde 2022
Le 12 septembre 2022, il reçoit une convocation du nouveau sélectionneur du Maroc Walid Regragui pour un stage de préparation à la Coupe du monde 2022 à Barcelone et Séville pour deux confrontations amicales, face au Chili et au Paraguay,. Le 23 septembre 2022, à l'occasion du premier match du sélectionneur Walid Regragui face au Chili au Stade Cornellà-El Prat, il est titularisé et dispute 82 minutes avant d'être remplacé par Ez Abde. En fin de match, le terrain est envahit par les supporters après le coup de sifflet final (victoire, 2-0),. Le 27 septembre 2022, à l'occasion du deuxième match de la trêve internationale face au Paraguay, il est titularisé et dispute 84 minutes au Stade Benito-Villamarín avant d'être remplacé par Ilias Chair (match nul, 0-0).
Le 10 novembre 2022, il figure officiellement dans la liste des 26 joueurs sélectionnés par Walid Regragui pour prendre part à la Coupe du monde 2022 au Qatar. Le 17 novembre 2022, à quelques jours du Mondial, il est titularisé en amical face à la Géorgie à Sharjah aux Émirats arabes unis, dans le cadre du seul match de préparation avant la Coupe du monde (victoire, 3-0). Lors de ce match, il récupère un ballon perdu et inscrit un but du pied gauche à une distance de 50 mètres,,,,. Le 23 novembre 2022, il est titularisé pour son premier match de compétition face à la Croatie et dispute 90 minutes (match nul, 0-0). Contre la Belgique, il remporte le match sur le score de 2-0. Le Maroc valide son ticket pour les huitièmes de finale après une nouvelle victoire face au Canada, dont le premier but signé Hakim Ziyech (victoire, 2-1). Avec sept points et 270 minutes disputés de Ziyech, le Maroc termine à la tête du classement du groupe. En huitièmes de finale face à l'Espagne, il atteint la séance des penaltys et inscrit le deuxième but face à Unai Simón (victoire sur tab, 3-0). En quarts de finale face au Portugal de Cristiano Ronaldo, Ziyech livre une remarquable prestation dans une victoire de 1-0 signé Youssef En-Nesyri. Lors de ce match, il hérite du brassard de capitaine après la sortie de Romain Saïss. Hakim Ziyech et ses coéquipiers sont éliminés de la compétition en demi-finale face à la France (défaite, 2-0). Le 17 décembre 2022, à l'occasion du match de la troisième place face à la Croatie, les Marocains ne parviennent pas à décrocher un énième exploit et perdent le match sur le score de 2-1. Le Maroc termine ainsi sa compétition à la quatrième place derrière l'Argentine, la France et la Croatie. Le 20 décembre 2022, à l'occasion de son retour du Qatar, il est invité avec ses coéquipiers au Palais royal de Rabat par le roi Mohammed VI, le prince Hassan III et Moulay Rachid pour être officiellement décoré Ordre du Trône, héritant du grade officier,,,.

#### Coupe d'Afrique 2023
Le 25 mars 2023, les Marocains font leur retour à domicile et sont accueillis par 65 000 supporters au Stade Ibn-Batouta de Tanger à l'occasion d'un match amical face au Brésil (victoire 2 buts à 1),,. Hakim Ziyech est titularisé et livre une remarquable prestation en combinant avec Achraf Hakimi et Azzedine Ounahi sur son couloir droit. Ce match bat une audience record au sein de la population marocaine locale avec au moins 10 millions de téléspectateurs,. Trois jours plus tard face au Pérou, il est de nouveau titularisé au Stade Metropolitano de Madrid avant que le match se termine sur un score vierge de 0-0,.
Le 28 décembre 2023, il est retenu dans la liste des vingt-sept joueurs marocains sélectionnés par Walid Regragui pour disputer la Coupe d'Afrique des nations 2023 (CAN 2023),,. Le 17 janvier 2024, lors de la CAN 2023, Ziyech joue son premier match du tournoi, contribuant à la victoire du Maroc 3-0 contre la Tanzanie au Stade Laurent Pokou de San-Pédro,. Au cours du tournoi, le Maroc concède ensuite un match nul 1-1 contre la République démocratique du Congo, une rencontre notée pour une altercation générale en fin de match,. Lors du troisième match, il est l'auteur de l'unique but victorieux inscrit contre la Zambie, mais sort à la mi-temps à cause d'une blessure à la cheville,. En huitièmes de finale, avec Hakim Ziyech blessé et remplacé par Amine Adli, les Lions de l'Atlas sont éliminés par l'Afrique du Sud sur un score de 2-0,.

## Style de jeu et personnalité

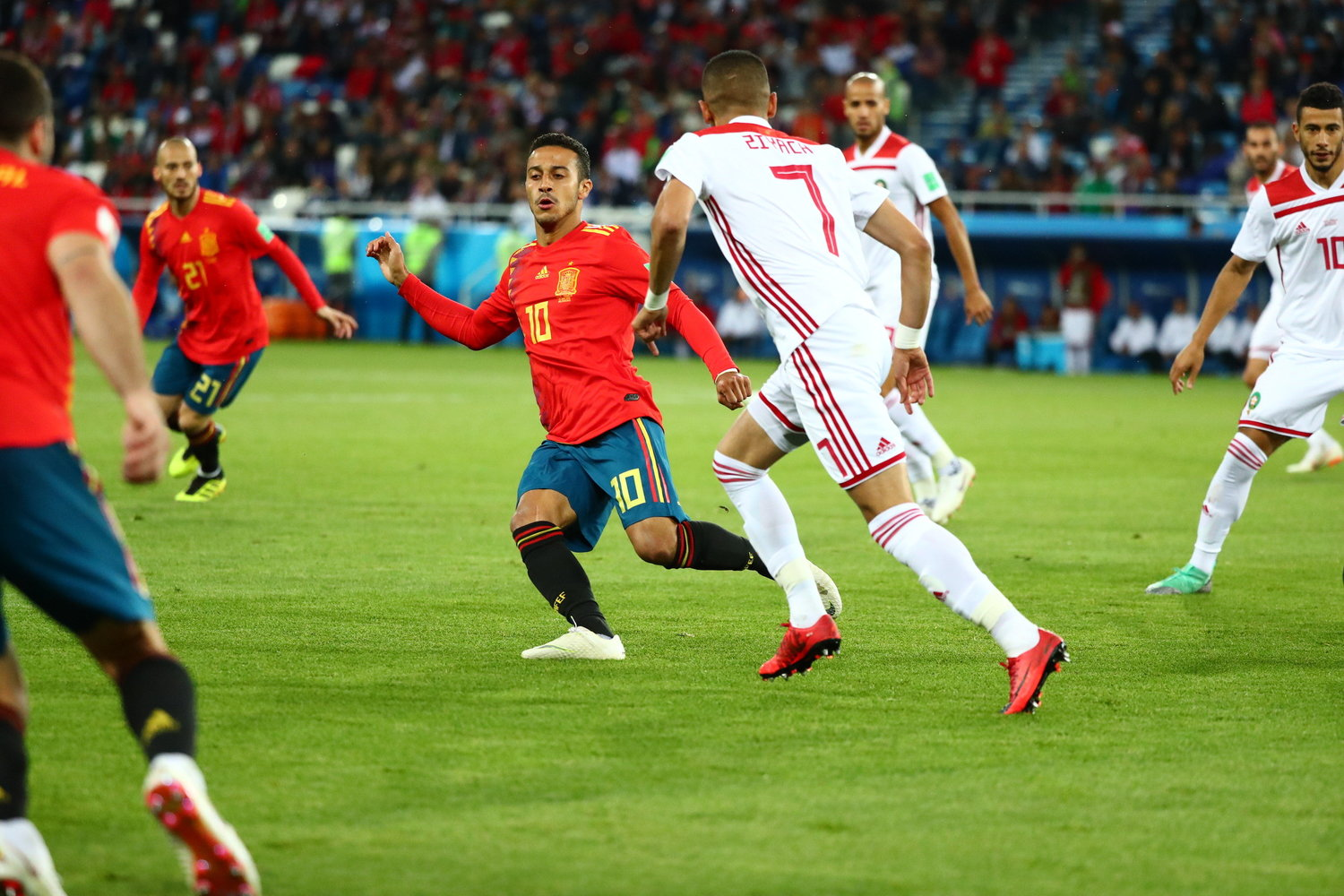
Hakim Ziyech est connu pour la précision de ses passes et sa vision de jeu.

Hakim Ziyech est doté d'une superbe qualité de passe, d'un large éventail technique et d'une bonne conduite de balle, qu'il doit à sa pratique du futsal durant sa jeunesse sous coaching d'Aziz Doufikar. Gaucher, il est capable de marquer sur coups-francs. Il tire aussi les corners et les penaltys, ce qui fait de lui un joueur clé pour son équipe,. Sa conduite de balle lui permet de faire des raids solitaires en contre-attaque, ce qui pèse sur la défense adverse. Son style de dribble est plutôt orienté vers des jeux de corps, des crochets ou des roulettes, des grands et des petits ponts,. Il est également un très bon passeur. Ses passes sont très souvent joués en une-touche. Beaucoup font du jeu de Hakim Ziyech une référence au Tiki-taka du FC Barcelone. Régulièrement passeur décisif, Hakim Ziyech est connu pour sa régularité et pour son sang-froid devant les buts adverses, ses buts sont souvent conclus en finesse à l'intérieur de la surface de réparation. Souvent comparé au style de jeu d'Ángel Di María, il est parfois adepte du lob face au gardien mais est tout aussi capable de marquer en force, que ce soit à l'intérieur ou hors de la surface de réparation. Les points faibles du joueur sont le jeu de tête, la vitesse en course et l'impact physique. À chaque saison en Eredivisie, le joueur impressionne avec des buts splendides, parfois tirés de très loin, comme son but face au RKC Waalwijk à la 85e minute sous les couleurs du SC Heerenveen en 2013.
Toutefois, au cours de sa carrière de nombreuses critiques se sont portées vers l'aspect parfois égoïste de son jeu, flamboyant et fait de dribbles en abondance, mais parfois peu porté vers le collectif – dans des situations où adresser une passe à un coéquipier semble être la solution optimale, Hakim Ziyech a tendance à privilégier le tir ou le dribble, bien que cela finit très souvent en perte de balle,. Par conséquent, il bat en février 2018 le record historique de perte de balle au cours d'un match de championnat, face à l'ADO La Haye. Néanmoins, il semble que cet aspect se soit fortement effacé, surtout dans les grands matchs, et spécialement depuis 2019. Cependant, à titre d'exemple, ses deux des trois derniers buts en qualification à la CAN 2019 (10e et 12e buts en sélection), furent construits uniquement par lui-même. Son activité dans les phases défensives, assez faible au début de sa carrière, s'est fortement renforcée lors de la saison 2018-2019. Son intensivité à presser et récupérer les ballons lui permet de minimiser régulièrement l'apport offensif du latéral gauche adverse. On a ainsi souvent reproché à Hakim Ziyech son manque d'efficacité face au gardien, en citant le face-à-face décisif qu'il a raté contre Thibaut Courtois en huitième de finale de la Ligue des champions 2018-2019 à Amsterdam. De même, son penalty décisif raté lors des phases de qualification à la Coupe du monde 2018 face au Mali à Bamako, finalement un match nul qui a nourri de nombreuses critiques relatives à sa prétendue inefficacité lors des grands matchs.

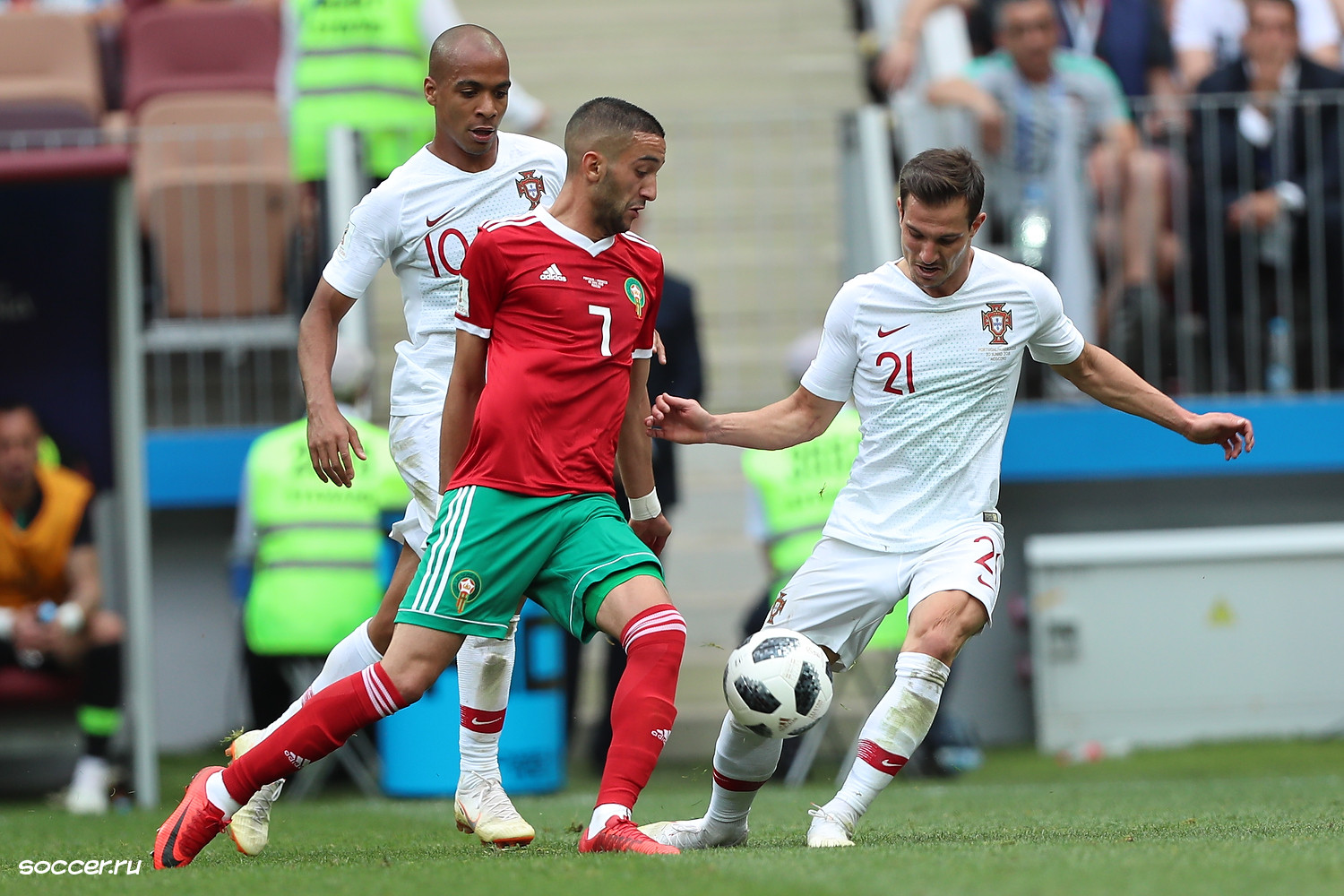
Hakim Ziyech en duel face au Portugal en Coupe du monde 2018.

Cependant, l'originalité de Hakim Ziyech réside dans sa capacité à dépasser son registre d'ailier pour évoluer en meneur de jeu, tant sur l'aile que dans l'axe. Dans le poste de milieu offensif, inspiré d'un style de jeu à la Mesut Özil, il se base souvent vers la verticalité au lieu d'écarter vers les ailiers, avec comme but le une-deux avec son coéquipier, afin de se mettre en position de frappe, chose qu'il fait très souvent malgré un bas ratio dans l'efficacité de ses frappes lointaines. Il organise les offensives en alternant jeu court, jeu long et les changements d'aile, tout en conservant la possibilité de provoquer en un contre un. Pour déconcerter les défenseurs adverses, il change très souvent d'aile en se servant de sa polyvalence sur le terrain, allant jusqu'à jouer trois positions différentes en un match, et combine très souvent avec le défenseur latéral sur son côté droit – en particulier avec Noussair Mazraoui à l'Ajax, depuis septembre 2018 également coéquipier en sélection marocaine. Avec ce dernier, il revient souvent en arrière dans le couloir droit pour jouer le rôle du deuxième défenseur. il multiplie les passes courtes et les dédoublements pour créer des espaces mis à profit par le latéral ou lui en tirant ou en centrant. Quand on questionne le joueur sur ses qualités dans son style de jeu, celui-ci répond: « Je pense que je suis un joueur imprévisible. Je pense que je suis capable de créer à partir de pas grand-chose. Je dirais que c'est une qualité, mais je peux également aider l'équipe à défendre. ».
Sur le plan personnel, Hakim Ziyech renvoie une image d'homme négatif envers les journalistes et analystes. Ses interviews qui ont tourné à l'altercation ont souvent été mis en lumière lors des émissions-télé de football. En décembre 2018, Alfred Schreuder, son entraîneur lors de son transfert au FC Twente déclare : « Dans toutes sortes d'entraînement, que ce soit physique comme tactique, c'est toujours le plus motivé des joueurs. Lors-ce que j'étais son entraîneur, c'était le seul à rester longtemps encore sur le terrain après les entraînements, à faire des exercices à lui-seul ».  Vis-à-vis de ses coéquipiers, il prend rarement la parole en groupe, signe de sa grande timidité, mais n'hésite pas à soutenir ou à échanger individuellement avec chaque joueur, ce qui le rend très apprécié de ses coéquipiers. Sur le terrain, son style nonchalant caractéristique et son visage fermé ont toujours été sa marque, et ce depuis ses plus jeunes années à Heerenveen. En 2019, lors du Klassieker face au Feyenoord Rotterdam, Calvin Verdonk, un adversaire et ami de Hakim Ziyech, très admiratif auprès du néerlando-marocain déclare à propos du comportement de ce dernier: « Il ne râle jamais, même si tu commets une faute sur lui, même avec les arbitres c'est pareille. Je suis vraiment content d'avoir joué le match de ma carrière face à cet excellent joueur ». Son style de jeu, très répandu au Maroc lui a valu le surnom « El Maestro »,.

## Carrière extra-sportive

### Reconnaissance par ses pairs et par les médias
Depuis ses saisons au FC Twente, il est considéré par de nombreux organismes sportifs, par plusieurs joueurs, par beaucoup d'anciens joueurs légendaires, entraîneurs et la presse en général comme l'actuel meilleur joueur du championnat néerlandais. Il est jusqu'à maintenant l'un des rares « grands » joueurs à n'avoir été transféré dans aucun club étranger. Étant le seul joueur de l'histoire du football néerlandais à avoir fini la saison comme meilleur passeur décisif cinq fois de suite, certains commentateurs, entraîneurs et joueurs désignent Hakim Ziyech comme le plus grand meneur de jeu néerlandais (de nationalité) des temps modernes. En revanche si la presse accorde à Hakim Ziyech le fait d’être l'un des plus grands joueurs africains du championnat toutes générations confondues, elle ne le définit pas en général comme le plus grand joueur de tous les temps.

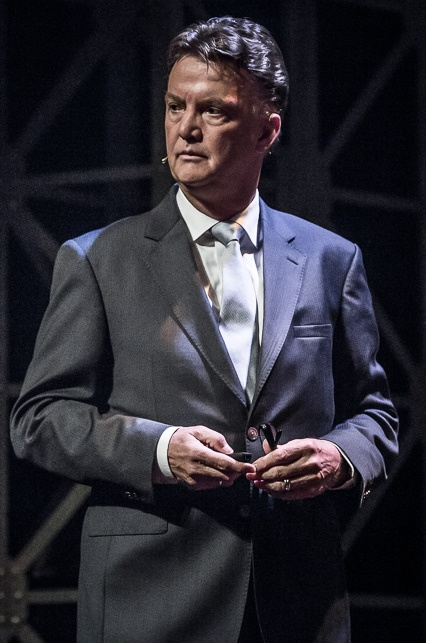
Selon Louis van Gaal, ici en 2014, « Ziyech est exceptionnel, c'est du pur 10 sur 10 ».

Parmi elles, plusieurs entraîneurs de renom qui ont croisé sa route ou l'ont entraîné. Piet Keizer l'a comparé à Kevin De Bruyne « qua style de jeu », le Néerlandais Rafael van der Vaart a déclaré que « Ziyech est l'un des meilleurs joueurs de l'histoire du championnat néerlandais. ». Erik ten Hag, qui a entraîné Hakim Ziyech à l'Ajax moderne de la Ligue des champions 2018-2019, a estimé que « Nous avons eu beaucoup de joueurs de classe mondiale (Matthijs de Ligt, Frenkie de Jong, etc) mais Ziyech est la touche créative de l'effectif ». Willem van Hanegem a lui aussi encensé Hakim Ziyech : « Dans cette équipe de l'Ajax, je prends du plaisir à voir Hakim Ziyech jouer au ballon. C'est vraiment un grand joueur, surtout dans le côté droit. ». Lors du match aller de la Ligue des champions de l'UEFA 2018-2019 face au Bayern Munich, l'ancienne légende Louis van Gaal attribue « un 10/10 à Hakim Ziyech. ». En plein direct à la télévision, il déclare en face de Hakim Ziyech : « Je t'ai trouvé fantastique, en plus, de base, je suis un entraîneur très critique. ». Son supérieur adjoint au SC Heerenveen, Frank de Boer, a également dit qu'il était « un vrai styliste avec un pied gauche magistral ». Parmi les adversaires contre lesquelles il a joué au cours de sa carrière, Karim Benzema décrit Hakim Ziyech comme étant « à l'aise avec la balle au pied et possède énormément de talent. Sa manière de jouer est exceptionnelle.». Un qualificatif partagé par Steven Pienaar, qui pendant la saison 2018-2019 prononça ces mots : « C'est un plaisir de voir Hakim Ziyech jouer au football. C'est un joueur complet mais il n'est pas Européen et quand tu n'es pas Européen, tu es malheureusement toujours moins mis en valeur. ». « Incroyable, ce joueur est le meilleur de l'Eredivisie ! » déclarent les commentateurs de NOS en 2018, étonnés de la saison époustouflante que réalise Hakim Ziyech en début de saison 2018-19. Enfin, Hervé Renard, dont le double champion de la Coupe d'Afrique, a dans un premier temps réfuté le fait qu'il fasse partie des plus grands joueurs de l'histoire déclarant même : « Il ne faut pas faire jouer Ziyech en Afrique dans un match à terrain synthétique avec un climat défavorable. Dans un cas comme ça, sa place est dans les tribunes ». Il reconnaît plus tard dans le plateau de RMC Sport être en tort et avoir fait beaucoup d'erreurs dans le début de la carrière internationale du jeune néerlando-marocain. Le sélectionneur français rajoutera que ce dernier possède une vision de jeu hors-norme et qu' « il voit les choses plus rapidement que n'importe quel autre joueur ».
Parmi ses pairs, l'attaquant néerlandais Nasser El Khayati a déclaré que « mon objectif serait d'atteindre la sélection marocaine afin que je puisse au moins une fois dans ma carrière, jouer aux côtés de Hakim Ziyech. Ce serait vraiment quelque chose d'inoubliable si jamais j'aurais l'occasion de briller avec lui sous les couleurs du Maroc ». Notant que ce dernier n'a jamais atteint ses objectifs mais a souvent croisé l'international marocain en tant qu'adversaire en Eredivisie. Karim El Ahmadi, coéquipier en sélection, a décrit Hakim Ziyech comme « le plus grand joueur du championnat de sa génération » tandis que l'ancien entraîneur du SC Heerenveen Foppe de Haan, espérant voir un Hakim Ziyech sous le maillot orange, a déclaré dans une interview que « Ziyech est l’un des meilleurs milieu de l’histoire des Pays-Bas ». Le défenseur néerlandais Matthijs de Ligt, côtoyé à l'Ajax, a dit de Hakim Ziyech : « Je préfère jouer avec Ziyech à l'Ajax qu'avec Cristiano Ronaldo ou Lionel Messi. »,. Alors que l'international marocain est en fin de saison 2018-2019 avec un possible départ des Pays-Bas, le politicien néerlandais Lodewijk Asscher lance une pétition pour garder le joueur parmi les rangs de l'Ajax Amsterdam. Il déclare également: « Pourquoi est-ce que Ziyech doit aller dans un grand club? Il y est déjà. ». Alors que Hakim finit par rester à l'Ajax, il dispute une enième saison à l'Ajax et est complimenté par Mario Been au mois de novembre 2019 : « Ziyech ? Il n'a plus rien à apprendre dans ce pays. Il est de loin le meilleur joueur de l'Eredivisie. ». À la suite de son départ en 2020 au Chelsea FC, les rappeurs Emms et Jonna Fraser lui concoctent le morceau clippé Follow Your Dreams. Son transfert à Chelsea FC a nécessité plusieurs compliments de la part de ses nouveaux coéquipiers, notamment d'Édouard Mendy qui qualifie Hakim Ziyech de meilleur numéro 10 du club ainsi que de N'Golo Kanté qui qualifie l'international marocain du joueur le plus talentueux de l'effectif. L'ancien icône de Chelsea FC Pat Nevin a décrit Ziyech comme étant un mélange d'Eden Hazard et Cesc Fàbregas. Lors de la fin de saison 2020-21 de Chelsea FC, Hakim Ziyech commence régulièrement ses matchs sur le banc. L'ancien international néerlandais Robin van Persie critique alors les choix de l'entraîneur Thomas Tuchel, estimant que Ziyech mérite d'avoir un plus grand rôle dans l'effectif.

### Controverses
En décembre 2016, alors qu'il revient du Maroc, un ami à lui viendra le chercher en bolide Mercedes de dernière classe. Alors qu'ils roulaient direction Dronten, il est arrêté par deux voitures de police avec son ami à quelques kilomètres de l'Aéroport d'Amsterdam-Schiphol. La voiture sera entièrement fouillée, pensant qu'il faisait partie d'un réseau criminel d'Amsterdam. Hakim Ziyech déclarera au média voetbalprimeur : « Ma valise a complètement été fouillée. Je me suis senti comme un criminel. La police savait que j'étais ce Hakim Ziyech qui évoluait à l'Ajax Amsterdam mais ils ont quand même pris la peine de faire tout ceci. Je suis resté calme. Encore une chance, car face à de telles situations, j'ai des difficultés à garder mon calme »,. Il rajoutera : « C'est dans des situations comme ça que tu constates que les Néerlandais d'origine marocaine sont tellement mis dans l'ombre. Dans ce pays, si t'es Marocain, t'es obligé de percer sinon tu subiras toute ta vie des contrôles sans raisons. J'ai subi cela pendant toute mon adolescence ».

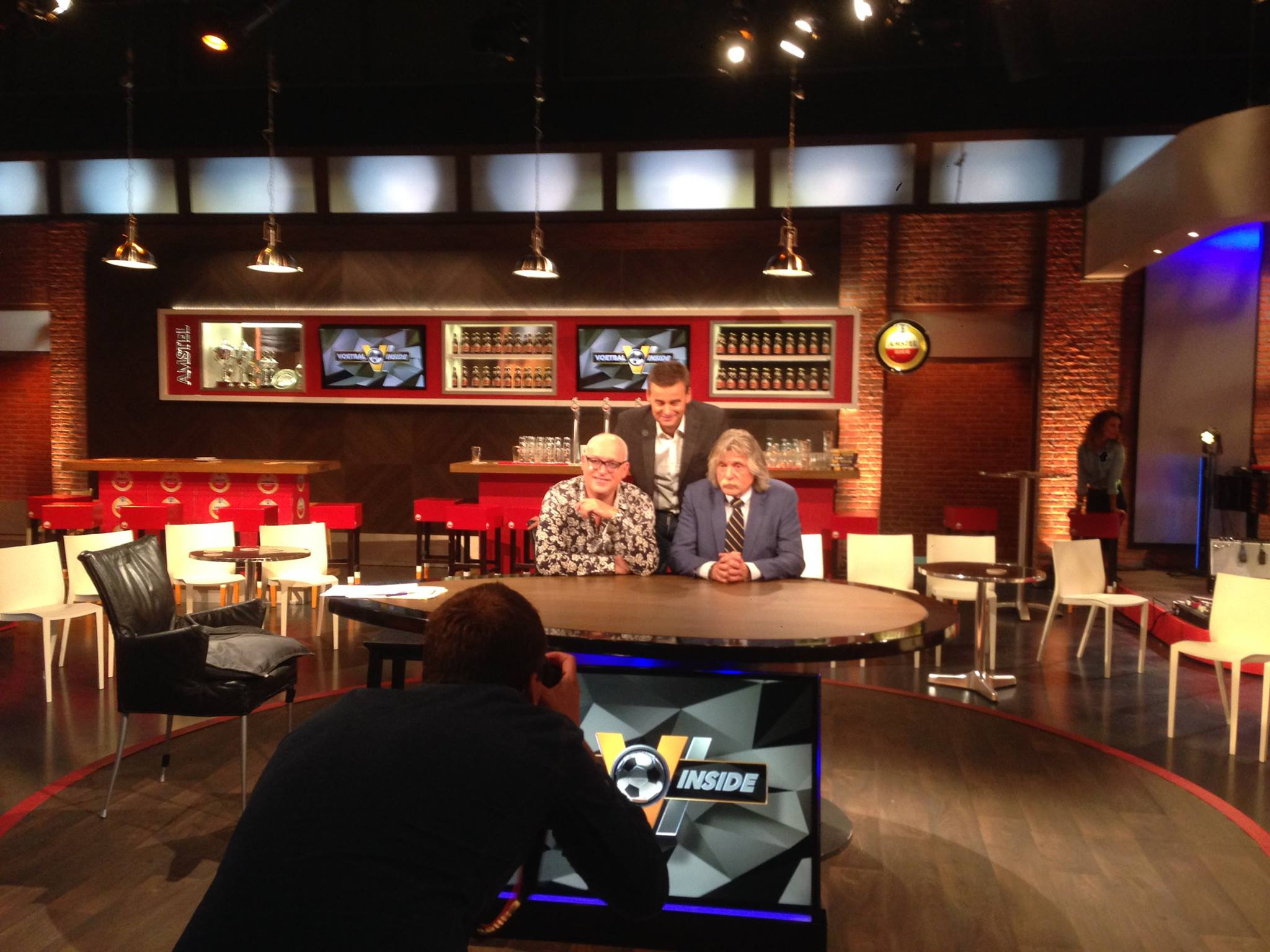
Johan Derksen a soulevé de nombreuses critiques envers Hakim Ziyech lors de sa carrière en Eredivisie.

Hakim Ziyech a souvent fait les frais de nombreuses critiques, notamment dans les émissions de télé et le présentateur Johan Derksen. Concernant son choix international, à côté des critiques de Marco van Basten, Johan Derksen déclare également: « Ziyech a fait des choses idiotes. Le fait qu'il choisisse le Maroc est très mauvais pour sa carrière. », en émission direct sur Voetbal Inside, René van der Gijp, co-présentateur cite à son tour : « Alors qu'il pouvait évoluer avec les Oranges, le voici jouer face à la Syrie »,. Son choix international fait également scandale dans son club respectif et notamment chez les supporters ajacides. Le 26 novembre 2017, lorsqu'il est encore footballeur à l'Ajax Amsterdam, à l'occasion d'un match de championnat face au Roda JC, il est boycotté et sifflé par des milliers de supporters néerlandais. Ce dernier marque un but dans ce match et ne célèbre pas son but. Le 14 février 2018, à l'occasion d'un match de championnat face au NAC Breda, il est de nouveau boycotté et sifflé par des milliers de supporters néerlandais. Hakim Ziyech marque un but et répond en célébrant le but d'une manière négative envers les supporters. Après le match, le joueur déclare: « Je me suis laissé aller. Je suis un humain aussi et c'est extrêmement frustrant. Je préfère ne pas en parler. ». Le 19 avril, lors d'un match de championnat face au VVV Venlo, il est à nouveau sifflé par des milliers de supporters néerlandais. Cependant, Hakim Ziyech choisit l'option d'ignorer.
Après un match de championnat face au FC Groningue en août 2017, Hakim Ziyech est interviewé par Hélène Hendriks, journaliste dans Fox Sports. L'interview tourne très vite à la dispute après une remarque que Hakim Ziyech n'aurait pas approuvé. L'interview d'après match est regardée plus de 500.000 fois sur les réseaux sociaux aux Pays-Bas et nécessite très vite de nombreuses critiques de la part du monde médiatique, notamment de la part des présentateurs, notamment de Johan Derksen qui reproche à Hakim Ziyech d'avoir un mauvais caractère envers les journalistes et les interviewers, ce dernier déclare: « Ziyech est l'un de mes joueurs favoris en Eredivisie, il joue très bien au ballon. Mais son caractère ne le mènera nulle part. Comme avec l'ancien joueur Mounir El Hamdaoui, il se prend pour dieu et adopte un comportement arrogant. Il n'accepte pas les remarques et les critiques. Il a du mal quand une personne dans les tribunes le siffle ou l'insulte. Il n'arrive pas à garder son sang froid. Il ne répond qu'avec de la frustration. Après chaque match de championnat, il recale notre journaliste Hélène Hendriks »,. En effet, pendant les deux saisons qui suivront, Hakim Ziyech ignore chaque interview d'après-match et notamment la journaliste de Fox Sports Hélène Hendriks,. Johan Derksen poursuit: « Peut être qu'il ne veut pas communiquer avec elle car c'est une femme, un peu comme Yassin Ayoub, joueur du FC Utrecht, qui refuse de lui donner la main car ceci n'est pas autorisé dans leur culture ». Cependant, après son parcours en Ligue des champions de l'UEFA 2018-2019 au plus haut niveau, ce dernier change d'avis et déclare: « Au début, je le trouvais vraiment mauvais. Mais après ses prestations et notamment face à Tottenham au match retour, il nous a prouvé qu'il est au plus haut niveau européen. » Avec beaucoup de reproches de Johan Derksen envers la communauté marocaine aux Pays-Bas, énormément d'internautes néerlando-marocains verront ce dernier comme étant « raciste anti-Mocro ».

« En général, on peut dire que le talent chez les jeunes marocains aux Pays-Bas est plus prometteuse que nos jeunes néerlandais. Seulement, leur comportement laisse à désirer. »

— Johan Derksen.

## Aspects socio-économiques

### Valeur marchande
| Club           | Période        | Valeur       |
| -------------- | -------------- | ------------ |
| SC Heerenveen  | Août 2012      | 90 000 €     |
| SC Heerenveen  | Juin 2013      | 180 000 €    |
| SC Heerenveen  | Septembre 2013 | 540 000 €    |
| SC Heerenveen  | Août 2014      | 4 500 000 €  |
| FC Twente      | Juillet 2015   | 6 300 000 €  |
| FC Twente      | Février 2016   | 9 000 000 €  |
| Ajax Amsterdam | Janvier 2017   | 11 700 000 € |
| Ajax Amsterdam | Janvier 2018   | 18 000 000 € |
| Ajax Amsterdam | Octobre 2018   | 27 000 000 € |
| Ajax Amsterdam | Avril 2019     | 35 000 000 € |
| Ajax Amsterdam | Février 2020   | 45 000 000 € |
| Chelsea FC     | Novembre 2021  | 38 000 000 € |
| Chelsea FC     | Novembre 2022  | 17 000 000 € |
| Galatasaray SK | Décembre 2023  | 12 000 000 € |

Après de bonnes performances réalisées lors de ses trois saisons sous les couleurs de l'Ajax Amsterdam, la valeur marchande de Hakim Ziyech devient élevée. Ainsi, en 2017, l'AS Rome était prêt à payer la clause libératoire du joueur fixée à 45 millions d'euros avec un salaire de 10 millions d'euros à la clé, ce qui n'a finalement pas eu lieu à la suite d'un désaccord entre les deux clubs. Déjà dès 2015, il fait l'objet de convoitises notamment de la part du Fenerbahçe et du club belge du RSC Anderlecht. Son salaire annuel est cependant estimé à au moins deux millions d'euros par an.
Les consultants du site britannique transfermarkt spécialisé dans le domaine de l’économie, de la gestion et des valeurs marchandes notent que Hakim Ziyech pointe, mi-2016, largement en tête du club du FC Twente avec une valeur marchande estimée à 10 millions d'euros. Quelques mois plus tard, sa valeur sur le marché serait de 15 millions d'euros, un peu plus que son concurrent de la saison Hirving Lozano qui serait évalué à plus de 13 millions d'euros. Pour justifier son évaluation, l’agence évoque trois événements exceptionnels lors de la saison 2018-2019 : son Soulier d'or obtenu en début de saison, son parcours en Ligue des champions ainsi que son record de passes décisives en l'espace de cinq saisons d'affilée. Lors de cette saison, de nombreuses élites du football européen se présentent au club néerlandais pour s'enrôler l'international marocain. Cependant, l'Ajax Amsterdam préfère fixer un montant raisonnable allant de 40 à 60 millions d'euros au vu de la saison 2018-19 que réalise Hakim Ziyech. Bien que beaucoup estiment que la valeur de Hakim Ziyech est très basse dans le football moderne du fait de son choix international en faveur du Maroc, Hakim Ziyech, lui, ne se préoccupe pas et ne montre aucun intérêt pour sa valeur marchande.
En janvier 2020, alors que Hakim Ziyech est à sa meilleure forme de sa carrière, Marc Overmars fixe un montant de 90 millions d'euros pour laisser partir l'international marocain. Cependant, le joueur entre en discussion avec son directeur pour négocier un prix plus bas, dans le but d'avoir plus d'attirance envers de grands clubs, bien que ce dernier souhaite franchir le cap en rejoignant la Premier League après huit ans passés en Eredivisie. Un mois plus tard, l'Ajax Amsterdam trouve un accord avec Chelsea pour un montant de 45 millions d'euros.

### Humanitaire
Hakim Ziyech verse régulièrement des sommes d'argent dans la fondation d'André Onana qui consiste à venir en aide aux enfants démunis au Cameroun.

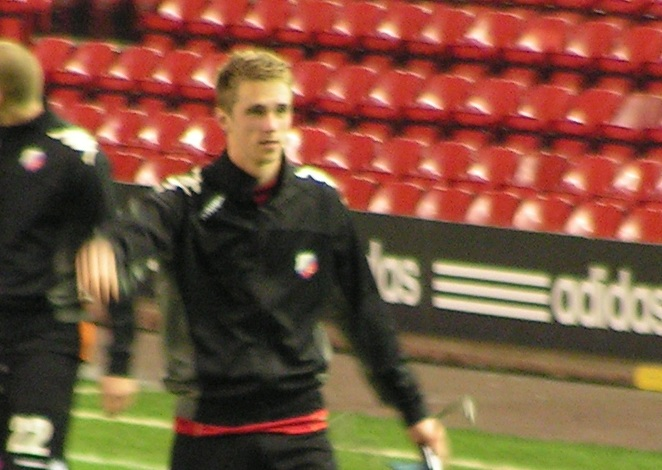
Hakim Ziyech fait un don financier à Leon de Kogel, joueur ayant été victime d'un accident grave en 2018.

En juin 2018, le footballeur néerlandais Leon de Kogel (nl) fait un accident grave à Malte, l'obligeant à mettre un terme à sa carrière footballistique. Le 11 janvier 2019, à l'occasion du match de championnat opposant les Jong FC Utrecht face aux Go Ahead Eagles, clubs par où est passé le joueur néerlandais lors de ses débuts, offrent un chèque de 24,000 euros à la victime. Un jour plus tard, Hakim Ziyech, mis au courant de l'histoire de Leon de Kogel, demande à entrer en contact avec le joueur en question pour lui proposer une importante aide financière,. Le jour même (12 février 2019), de Kogel déclare à propos de Hakim Ziyech : « Il m'a appelé et m'a fait savoir sa tristesse envers mon histoire. Il a directement demandé à me verser une énorme somme d'argent afin de faciliter mon avenir. Ziyech n'est pas seulement le meilleur joueur de l'Eredivisie, c'est également une personne avec un grand cœur. Avec cette somme versée, je pourrais enfin payer mes dettes pour les avocats afin que le processus juridique puisse mieux avancer. J'aimerais énormément remercier Hakim Ziyech, j'en suis très reconnaissant et je le serai tout au long de ma vie. », dit-il au média NOS,.
En début décembre 2018, il fait une donation de 50.000 DH au club amateur marocain de football Wafaa Driouch afin de l’aider à sortir de sa crise financière étouffante qu'elle endurait depuis de longs mois.
Le 23 février 2019, Hakim Ziyech verse une somme de deux millions de dirhams à une association marocaine, traitant des patients mineurs atteints de cancer à Nador au Maroc,.

### Prise de position
En octobre 2023, lors de la reprise du conflit israélo-palestinien, Hakim Ziyech publie publiquement un message de soutien aux Palestiniens. Alors que ses coéquipiers en sélection Abdelhamid Sabiri, Zakaria Aboukhlal et Noussair Mazraoui montrent également leur soutien aux Palestiniens, les joueurs sont victimes d'un shadow-ban, il s'ensuit une nouvelle publication repostée par tous les joueurs : « Ils essayent de nous faire taire, c'est littéralement nous contre le monde! ». Le 3 novembre 2023, il apporte son soutien à Anwar El-Ghazi, licencié par le FSV Mayence pour des propos pro-palestiniens, suivi d'un partage d'une illustration des supporters de Galatasaray SK affichant une banderole 'Free Palestine'.
À l'occasion des affrontements du 7 novembre 2024 à Amsterdam, Ziyech réagit via un post Instagram : « Si ce ne sont pas des femmes et des enfants, alors ils s’enfuient. Et vive la Palestine libre. ». Ces propos sont condamnés par le joueur du Maccabi Tel-Aviv Eran Zahavi, qui demande une sanction de l'Union des associations européennes de football (UEFA).

### Vie privée
Mohamed Ziyech, natif de Berkane, et originaire du Tafoughalt — village appartenant aux Aït Iznassen, à quelques kilomètres de Berkane (Maroc), il grandit et possède une maison dans la ville d'Oujda. Mohamed se marie dans les années 1960 à Tafoughalt avant de donner naissance à Hicham Ziyech. Quant à la mère de Hakim Ziyech, c'est la deuxième femme de son père. En 1967, la famille Ziyech, ayant à ce moment deux enfants natifs de Berkane: Faouzi et Hicham, décide d'immigrer aux Pays-Bas. La famille Ziyech s'installe à Dronten dans les années 1990. C'est en 1993 que Hakim Ziyech voit le jour comme étant le plus jeune de la famille. Issu d'une famille nombreuse de huit enfants, Hakim grandit dans sa ville natale aux Pays-Bas. À côté de ses huit frères et sœurs, Hakim a deux autres demi-sœurs. Depuis sa naissance, Hakim passe régulièrement ses vacances d'été chez sa famille au Maroc à Oujda ainsi que dans son village paternel à Tafoughalt. Le 23 décembre 2003, alors qu'il est âgé de dix ans, son père décède à la suite d'une maladie grave,. Hakim se tourne régulièrement vers Aziz Doufikar après qu'il a été mis quotidiennement à l'écart de son club SC Heerenveen.
Célibataire, Hakim Ziyech réside au sud d'Amsterdam dans le quartier résidentiel de Zuidas, où il possède une propriété d'environ 286 mètres carrés. Il achète l'appartement en 2014 lorsqu'il est transféré du SC Heerenveen au FC Twente en compagnie de son agent Mustapha Nakhli. Nakhli est né en 1965 au Maroc et immigre dès son plus jeune âge aux Pays-Bas. Hakim Ziyech côtoie de nombreux personnalités dont le kick-boxeur Aziz Kallah, Abdelhak Nouri, Noussair Mazraoui ainsi que les frères Jercely et Jerson Cabral. Ayant grandi dans une famille amazighophone, il est le seul de la famille à s'exprimer seulement en néerlandais et en anglais. Par contre, Hakim Ziyech affirme comprendre le tarifit et l'arabe marocain. En mai 2019, il achète deux autres appartements à Amsterdam pour un montant total de 1,6 million d'euros.
Le 31 juillet 2020, il inaugure avec Aziz Kallah un salon de coiffure à Amsterdam Nieuw-West. Un mois plus tard, le salon est ciblé d'une explosion à la grenade et de tirs de kalachnikovs. Les autorités néerlandaises soupçonnent la famille Kallah d'être derrière un réseau de trafic de drogue.

## Statistiques
Ce tableau résume les statistiques détaillées en club et en sélection nationale de Hakim Ziyech,.

### Statistiques détaillées
| Saison                | Club                  | Championnat           | Championnat | Championnat | Championnat | Coupe nationale | Coupe nationale | Coupe nationale | Coupe de la Ligue | Coupe de la Ligue | Coupe de la Ligue | Supercoupe | Supercoupe | Supercoupe | Compétition(s) continentale(s) | Compétition(s) continentale(s) | Compétition(s) continentale(s) | Compétition(s) continentale(s) | Plays-off | Plays-off | Plays-off | Supercoupe UEFA | Supercoupe UEFA | Supercoupe UEFA | Coupe du monde des clubs | Coupe du monde des clubs | Coupe du monde des clubs | Maroc | Maroc | Maroc | Total | Total | Total |
| Saison                | Club                  | Division              | M.          | B.          | P.d.        | M.              | B.              | P.d.            | M.                | B.                | P.d.              | M.         | B.         | P.d.       | Comp.                          | M.                             | B.                             | P.d.                           | M.        | B.        | P.d.      | M.              | B.              | P.d.            | M.                       | B.                       | P.d.                     | M.    | B.    | P.d.  | M.    | B.    | P.d.  |
| 2012-2013             | SC Heerenveen         | Eredivisie            | 3           | 0           | 0           | 1               | 0               | 0               | -                 | -                 | -                 | -          | -          | -          | C3                             | 2                              | 0                              | 1                              | 2         | 0         | 0         | -               | -               | -               | -                        | -                        | -                        | -     | -     | -     | 8     | 0     | 1     |
| 2013-2014             | SC Heerenveen         | Eredivisie            | 31          | 9           | 10          | 3               | 2               | 0               | -                 | -                 | -                 | -          | -          | -          | -                              | -                              | -                              | -                              | 2         | 0         | 0         | -               | -               | -               | -                        | -                        | -                        | -     | -     | -     | 36    | 11    | 10    |
| 2014-2015             | SC Heerenveen         | Eredivisie            | 2           | 2           | 0           | -               | -               | -               | -                 | -                 | -                 | -          | -          | -          | -                              | -                              | -                              | -                              | -         | -         | -         | -               | -               | -               | -                        | -                        | -                        | -     | -     | -     | 2     | 2     | 0     |
| Sous-total            | Sous-total            | Sous-total            | 36          | 11          | 10          | 4               | 2               | 0               | -                 | -                 | -                 | -          | -          | -          | -                              | 2                              | 0                              | 1                              | 4         | 0         | 0         | -               | -               | -               | -                        | -                        | -                        | -     | -     | -     | 46    | 13    | 11    |
| 2014-2015             | FC Twente             | Eredivisie            | 31          | 11          | 15          | 5               | 4               | 1               | -                 | -                 | -                 | -          | -          | -          | C3                             | 2                              | 0                              | 0                              | -         | -         | -         | -               | -               | -               | -                        | -                        | -                        | -     | -     | -     | 38    | 15    | 16    |
| 2015-2016             | FC Twente             | Eredivisie            | 33          | 17          | 12          | 1               | 0               | 0               | -                 | -                 | -                 | -          | -          | -          | -                              | -                              | -                              | -                              | -         | -         | -         | -               | -               | -               | -                        | -                        | -                        | 7     | 2     | 0     | 41    | 19    | 12    |
| 2016-2017             | FC Twente             | Eredivisie            | 4           | 2           | 1           | -               | -               | -               | -                 | -                 | -                 | -          | -          | -          | -                              | -                              | -                              | -                              | -         | -         | -         | -               | -               | -               | -                        | -                        | -                        | -     | -     | -     | 4     | 2     | 1     |
| Sous-total            | Sous-total            | Sous-total            | 68          | 30          | 28          | 6               | 4               | 1               | -                 | -                 | -                 | -          | -          | -          | -                              | 2                              | 0                              | 0                              | -         | -         | -         | -               | -               | -               | -                        | -                        | -                        | 7     | 2     | 0     | 83    | 36    | 29    |
| 2016-2017             | Ajax Amsterdam        | Eredivisie            | 28          | 7           | 12          | 1               | 1               | 2               | -                 | -                 | -                 | -          | -          | -          | C3                             | 13                             | 2                              | 4                              | -         | -         | -         | -               | -               | -               | -                        | -                        | -                        | 2     | 3     | 0     | 44    | 13    | 18    |
| 2017-2018             | Ajax Amsterdam        | Eredivisie            | 34          | 9           | 17          | 1               | 0               | 0               | -                 | -                 | -                 | -          | -          | -          | C1+C3                          | 2+2                            | 0                              | 1+0                            | -         | -         | -         | -               | -               | -               | -                        | -                        | -                        | 12    | 4     | 4     | 51    | 13    | 22    |
| 2018-2019             | Ajax Amsterdam        | Eredivisie            | 29          | 16          | 17          | 3               | 0               | 3               | -                 | -                 | -                 | -          | -          | -          | C1                             | 17                             | 5                              | 4                              | -         | -         | -         | -               | -               | -               | -                        | -                        | -                        | 8     | 5     | 1     | 57    | 26    | 25    |
| 2019-2020             | Ajax Amsterdam        | Eredivisie            | 21          | 6           | 13          | 2               | 0               | 0               | -                 | -                 | -                 | 1          | 0          | 0          | C1+C3                          | 10+1                           | 3                              | 6                              | -         | -         | -         | -               | -               | -               | -                        | -                        | -                        | 4     | 0     | 1     | 39    | 9     | 20    |
| Sous-total            | Sous-total            | Sous-total            | 112         | 38          | 59          | 7               | 1               | 5               | -                 | -                 | -                 | 1          | 0          | 0          | -                              | 45                             | 10                             | 15                             | -         | -         | -         | -               | -               | -               | -                        | -                        | -                        | 26    | 12    | 6     | 191   | 61    | 85    |
| 2020-2021             | Chelsea FC            | Premier League        | 23          | 2           | 3           | 6               | 2               | 1               | -                 | -                 | -                 | -          | -          | -          | C1                             | 10                             | 2                              | 0                              | -         | -         | -         | -               | -               | -               | -                        | -                        | -                        | 7     | 3     | 4     | 46    | 9     | 8     |
| 2021-2022             | Chelsea FC            | Premier League        | 23          | 4           | 3           | 5               | 2               | 0               | 4                 | 0                 | 1                 | -          | -          | -          | C1                             | 9                              | 1                              | 2                              | -         | -         | -         | 1               | 1               | 0               | 2                        | 0                        | 0                        | 2     | 0     | 0     | 46    | 8     | 6     |
| 2022-2023             | Chelsea FC            | Premier League        | 18          | 0           | 3           | 1               | 0               | 0               | 1                 | 0                 | 0                 | -          | -          | -          | C1                             | 4                              | 0                              | 0                              | -         | -         | -         | -               | -               | -               | -                        | -                        | -                        | 14    | 3     | 1     | 38    | 3     | 4     |
| Sous-total            | Sous-total            | Sous-total            | 64          | 6           | 9           | 12              | 4               | 1               | 5                 | 0                 | 1                 | -          | -          | -          | -                              | 23                             | 3                              | 2                              | -         | -         | -         | 1               | 1               | 0               | 2                        | 0                        | 0                        | 21    | 6     | 5     | 128   | 20    | 18    |
| 2023-2024             | Galatasaray SK (prêt) | Süper Lig             | 18          | 6           | 3           | -               | -               | -               | -                 | -                 | -                 | -          | -          | -          | C1                             | 5                              | 2                              | 1                              | -         | -         | -         | -               | -               | -               | -                        | -                        | -                        | 8     | 3     | 1     | 31    | 11    | 5     |
| 2024-2025             | Galatasaray SK        | Süper Lig             | 5           | 0           | 1           | -               | -               | -               | -                 | -                 | -                 | 1          | 0          | 0          | C1+C3                          | 2+3                            | 0                              | 0                              | -         | -         | -         | -               | -               | -               | -                        | -                        | -                        | 0     | 0     | 0     | 11    | 0     | 1     |
| Sous-total            | Sous-total            | Sous-total            | 23          | 6           | 4           | -               | -               | -               | -                 | -                 | -                 | 1          | 0          | 0          | -                              | 10                             | 2                              | 1                              | -         | -         | -         | -               | -               | -               | -                        | -                        | -                        | 8     | 3     | 1     | 42    | 11    | 6     |
| 2024-2025             | Al-Duhail SC          | Stars League          | 9           | 1           | 1           | 2               | 0               | 0               | 2                 | 0                 | 0                 | -          | -          | -          | -                              | -                              | -                              | -                              | -         | -         | -         | -               | -               | -               | -                        | -                        | -                        | -     | -     | -     | 13    | 1     | 1     |
| Total sur la carrière | Total sur la carrière | Total sur la carrière | 312         | 92          | 112         | 31              | 11              | 7               | 7                 | 0                 | 1                 | 2          | 0          | 0          | -                              | 82                             | 15                             | 18                             | 4         | 0         | 0         | 1               | 1               | 0               | 2                        | 0                        | 0                        | 62    | 23    | 12    | 503   | 142   | 150   |

### En sélection néerlandaise
Le tableau suivant liste les rencontres de l'équipe du Pays-Bas des catégories des jeunes dans lesquelles Hakim Ziyech a été sélectionné du 29 février 2012 au 3 juin 2014.
| Catégorie        | Date             | Lieu      | Adversaire           | Résultat | Minutes | Compétition                          | Buts | Passes | Capitaine | Club              |
| ---------------- | ---------------- | --------- | -------------------- | -------- | ------- | ------------------------------------ | ---- | ------ | --------- | ----------------- |
| Pays-Bas -19 ans | 29 février 2012  | Genève    | Suisse               | 0 – 3    | 90 min  | Match amical                         | 0    | 1      | Non       | SC Heerenveen U17 |
| Pays-Bas -20 ans | 8 septembre 2012 | Istanbul  | Turquie              | 2 – 1    | 45 min  | Match amical                         | 0    | 0      | Non       | SC Heerenveen     |
| Pays-Bas -20 ans | 15 octobre 2012  | Amsterdam | Norvège              | 2 – 4    | 81 min  | Match amical                         | 1    | 0      | Non       | SC Heerenveen     |
| Pays-Bas -20 ans | 6 février 2013   | Dublin    | République d'Irlande | 0 – 3    | 5 min   | Match amical                         | 0    | 0      | Non       | SC Heerenveen     |
| Pays-Bas espoirs | 14 août 2013     | Prague    | Tchéquie             | 1 – 0    | 65 min  | Match amical                         | 0    | 0      | Non       | SC Heerenveen     |
| Pays-Bas espoirs | 28 mai 2014      | Édimbourg | Écosse               | 1 – 6    | 87 min  | Éliminatoires de l'Euro espoirs 2015 | 2    | 3      | Non       | SC Heerenveen     |
| Pays-Bas espoirs | 3 juin 2014      | Amsterdam | Luxembourg           | 3 – 1    | 90 min  | Éliminatoires de l'Euro espoirs 2015 | 0    | 1      | Non       | SC Heerenveen     |

### En sélection marocaine
Le 9 octobre 2015, à l'occasion d'un match amical, Hakim Ziyech dispute 64 minutes lors de son premier match sous le maillot du Maroc face à la Côte d'Ivoire à Agadir. Lors de ses débuts avec la sélection marocaine, il écrit l'histoire du football marocain international avec des statistiques remarquables. Le Maroc perd rarement quand Hakim Ziyech est titularisé. Sous le sélectionneur Hervé Renard, la sélection marocaine perd seulement deux fois, notamment les deux premiers matchs de Coupe du monde 2018 face à l'Iran et le Portugal sur un petit score de un à zéro.
Hakim Ziyech inscrit son premier doublé avec les Lions de l'Atlas lors de sa sixième sélection face au Congo en mai 2016. Dans la même année, il inscrit un second doublé en amical face à l'équipe du Canada. Entre 2016 et 2017, avant la 2018, le meneur de jeu connaît sa période la plus prolifique avec cinq buts et une passe décisive en trois rencontres.
Le tableau suivant liste les rencontres de l'équipe du Maroc dans lesquelles Hakim Ziyech a été sélectionné depuis le 9 octobre 2015 jusqu'à présent.

## Palmarès
| Chelsea (3) | Ajax Amsterdam (3) | Galatasaray SK (3)                                                                                                   |
| --- | --- | --- |
| - Ligue des champions : - Vainqueur : 2021 - Supercoupe de l'UEFA : - Vainqueur : 2021 - Coupe du monde des clubs : - Vainqueur : 2021 - Coupe d'Angleterre : - Finaliste : 2021 et 2022 | - Championnat des Pays-Bas : - Champion : 2019 - Vice-champion : 2017 et 2018 - Coupe des Pays-Bas : - Vainqueur : 2019 - Supercoupe des Pays-Bas : - Vainqueur : 2019 - Ligue Europa : - Finaliste : 2017 | - Championnat de Turquie : - Champion : 2024 et 2025 - Supercoupe de Turquie : - Vainqueur : 2023 - Finaliste : 2024 |

### En club
Il remporte en 2021 la finale de la Ligue des champions sur le score de 1 à 0 face à Manchester City.
Il remporte en 2021 la Supercoupe d'Europe face à Villareal en étant buteur lors de la rencontre.
Il remporte en 2022 la finale de la Coupe du monde des clubs sur le score de 2 à 1 face à Palmeiras.

### Distinctions personnelles

#### Meilleur joueur
- Soulier d'or néerlandais en 2018[386]
- Joueur de l'année du championnat néerlandais en 2016[387], 2018[388] et 2019[389]
- Joueur de l'année d'Ajax en 2018, 2019 et 2020[390]
- Joueur de l'année de SC Heerenveen en 2014[391] et de FC Twente en 2015[392]

#### Meilleur passeur
- Meilleur passeur du Championnat des Pays-Bas (5) en 2015 (16 passes), 2016 (10 passes)  2017 (12 passes), 2018 (15 passes), 2019 (13 passes)
- Meilleur passeur décisif de l'histoire de l'Eredivisie

#### Meilleur buteur
- Meilleur buteur du Maroc des années 2010, 2020

- Meilleur buteur african d'Ajax, SC Heerenveen et FC Twente

### Records personnels
- Joueur ayant délivré le plus de passes décisives dans l'histoire d'une demi-finale de Ligue Europa (3 passes décisives)[423].
- Joueur ayant créé le plus d'occasions dans un match d'Eredivisie (10, face au Sparta Rotterdam)[424],[425].
- Joueur ayant créé le plus d'occasions dans le championnat néerlandais en une saison (= Christian Eriksen, 138)[426]
- Joueur ayant délivré le plus de passes décisives dans une saison d'Eredivisie (20 passes décisives)
- Meilleur dribbleur de l'histoire de l'Eredivisie en une saison avec 216 dribbles[427]
- Joueur ayant eu le plus de contact de balle dans l'histoire de l'Eredivisie en une saison (3205 fois)
- Premier buteur maghrébin de l'histoire dans une finale de Supercoupe de l'UEFA
- Meilleur buteur africain de l'histoire des Klassiekers (= Salomon Kalou, 2 buts)
- 2e meilleur buteur africain de l'histoire de l'Eredivisie (après Ali El Khattabi, 81 buts)
- Meilleur buteur africain de l'histoire du FC Twente
- Meilleur buteur africain de l'histoire de l'Ajax Amsterdam
- Meilleur passeur décisif de l'histoire de l'Eredivisie
- Le seul joueur de l'histoire de l'Ajax Amsterdam à avoir été sacré joueur de la saison à 3 reprises, depuis sa création en 1993[428]

## Décorations
- Officier de l'ordre du Trône — Le 20 décembre 2022, il est décoré officier de l'ordre du Wissam al-Arch[429] — ordre du Trône[430] — par le roi Mohammed VI au Palais royal de Rabat.

### Culture populaire
- Hakim Ziyech est évoqué dans l'épisode 3 de la saison 1 de la série Mocro Maffia d'Achmed Akkabi, sortie en 2018

### Documentaires et interviews
- [vidéo] Captain Ziyech, YouTube, 2015
- [vidéo] Bij Andy in de auto, YouTube, 2016
- [vidéo] VOETBAL VLOG #8, Touzani TV, 2016
- [vidéo] Operhartig over zijn jeugd, interview de Evert Blijsie en 2016
- [vidéo] De Meerpaal, YouTube, en compagnie d'Aziz Doufikar, 2016
- [vidéo] Touzani's WK warming up, Touzani TV, 2018
- [vidéo] Bij Andy in de auto, YouTube, 2018
- [vidéo] INTERVIEW - AS Roma gepasseerd station voor Hakim Ziyech, Fox Sports, 2019
- [vidéo] Ziyech over Chelsea-transfer: 'Eindelijk mijn kans', Ajax TV, 2020
- [vidéo] Mini special I De sc Heerenveen jaren van Hakim Ziyech, site officiel du SC Heerenveen, 2020
- [vidéo] HAKIM ZIYECH - Wizard of AMS, YouTube, 2020
- [vidéo] (nl) Série télévisée Superleeuwen : Het Marokkaanse voetbalsprookje réalisé par Khalid Alterch et diffusé en exclusivité sur NPO 3 à partir du 26 juin 2023[431]

### Sources
- Matthieu Rostac, « Hakim Mieux Mieux », So Foot,‎ 12 avril 2015 (lire en ligne)
- Nabil Djellit, « Ligue Europa, demi-finale retour Lyon-Ajax : un joyau nommé Ziyech », France Football,‎ 11 mai 2017 (lire en ligne)
- Alexis Billebault, « Hakim Ziyech, un joueur qu’on adore détester », Le Monde,‎ 10 mai 2018 (lire en ligne)
- Vincent Joséphy, « Hakim Ziyech, l’écorché vif », Le Soir,‎ 19 juin 2018 (lire en ligne)
- Dahbia Hattabi, « Hakim Ziyech au sommet de son art », Foot Mercato,‎ 25 février 2019 (lire en ligne)
- Alexis Billebault, « Hakim Ziyech, l'autre joyau de l'Ajax Amsterdam », L'ÉQUIPE,‎ 5 mars 2019 (lire en ligne)
- Jérémy Docteur, « Tout ce qu'il faut savoir Hakim Ziyech », France Football,‎ 29 avril 2019 (lire en ligne)
- Hugo Vegara, « Ziyech vers les sommets ? », BeIn Sports (France),‎ 27 novembre 2019 (lire en ligne)
- Antoine Hick, « Hakim Ziyech, l'esprit revanchard de "Monsieur Caviar" », RTBF,‎ 6 décembre 2019 (lire en ligne)
- Christophe Kuchly, « Comment Hakim Ziyech a déjà commencé à transformer Chelsea », Eurosport,‎ 3 novembre 2020 (lire en ligne)
- Louis Janssen, « Ziyech pour enfin combler le vide laissé par Hazard à Chelsea ? », La Dernière Heure,‎ 9 novembre 2020 (lire en ligne)
- Paul Giffard, « Chelsea : Hakim Ziyech, la pièce manquante du puzzle », France Football,‎ 29 novembre 2020 (lire en ligne)
- A. S., « Pourquoi Ziyech ne dispute-t-il pas la CAN avec le Maroc? », RMC Sport,‎ 10 janvier 2022 (lire en ligne)

### Ouvrages
Cette bibliographie présente quelques ouvrages de référence. Ceux utilisés pour la rédaction de cet article sont suivis du symbole .

#### Ouvrages spécialisés
- (nl) Sam Planting, Hakim Ziyech; Simpley the best, Hard Gras, 2018 (ISBN 978-90-263-4261-5)

- (nl) Henk Mees, Van Appie tot Ziyech, Willems Uitgevers, 1er septembre 2019, 1re éd., 100 p. (ISBN 9789492419675).

#### Ouvrages généraux
- (nl) Thomas Rijsman et Nordin Ghouddani, Marokkaanse trots, Atlas Contact, 2020, 256 p. (ISBN 978-90-450-4067-7)